# Mordfall Walter Lübcke

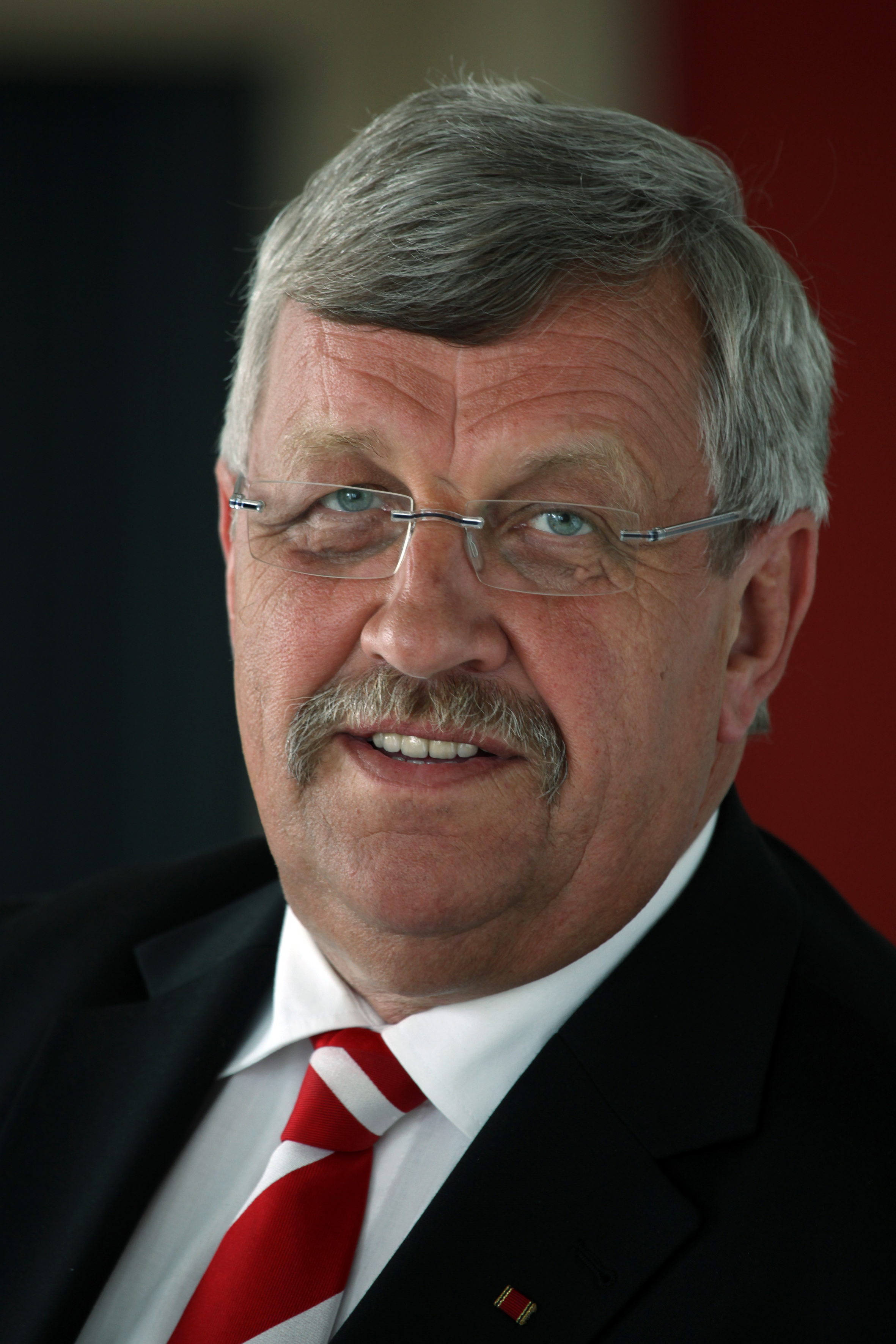
Walter Lübcke (2009)

Der Mord an Walter Lübcke geschah am 1. Juni 2019 in Istha. Der hessische Rechtsextremist Stephan Ernst tötete den Kasseler Regierungspräsidenten Walter Lübcke (CDU) vor dessen Wohnhaus mit einem Revolverschuss aus geringer Entfernung in den Kopf.
Ernst wurde am 15. Juni 2019 als dringend tatverdächtig festgenommen und durch Spuren seiner DNA am Hemd des Opfers und an der Tatwaffe überführt. Er widerrief sein erstes Geständnis und stellte seinen Helfer Markus Hartmann als ausführenden Täter dar. In seinem Strafprozess gestand er jedoch, er selbst habe geschossen; Hartmann sei dabei gewesen.
Am 28. Januar 2021 verurteilte das Oberlandesgericht Frankfurt am Main Ernst zu einer lebenslangen Freiheitsstrafe und stellte fest: Aus seiner „von Rassismus getragenen, völkisch-nationalen Grundhaltung“ heraus habe er seinen Ausländerhass zunehmend auf Lübcke projiziert und ihn schließlich erschossen, um ihn für seine Haltung in der Flüchtlingspolitik zu bestrafen und andere von einer „Politik der Weltoffenheit“ abzuhalten. Hartmann erhielt wegen Verstoßes gegen das Waffengesetz eine Bewährungsstrafe von 18 Monaten.
Beide gehörten zur Kasseler Neonazi-Szene und hatten am 14. Oktober 2015 eine Bürgerversammlung in Lohfelden besucht. Dort hatte Lübcke die Aufnahme von Flüchtlingen mit Bezug auf Nächstenliebe und das Grundgesetz gegen Zwischenrufe verteidigt. Hartmann hatte Lübckes Antwort in verkürzter Form im Internet verbreitet und so jahrelange Anfeindungen und Morddrohungen gegen ihn ausgelöst. Ernst und Hartmann hatten gemeinsam ein Waffenlager angelegt und Schießen trainiert.
Der Mord löste eine anhaltende breite öffentliche Debatte in Deutschland aus, unter anderem über die Kenntnisse der deutschen Sicherheitsbehörden vom Täterumfeld, die mögliche Mitverantwortung der rechtspopulistischen Partei Alternative für Deutschland (AfD), das Verhältnis der CDU zur AfD, Angriffe auf Kommunalpolitiker und mangelnde Strafverfolgung von Hasskriminalität in sozialen Netzwerken.

## Ermittlungen

### Mordfall Lübcke
Am 2. Juni 2019 um 00:30 Uhr fand Lübckes jüngerer Sohn den Vater leblos auf der Veranda seines Hauses. Um 2:35 Uhr stellte die Kreisklinik Wolfhagen seinen Tod fest und benannte als Todesursache ein aus großer Nähe auf seinen Kopf abgefeuertes Geschoss. Weil keine Waffe bei ihm gelegen hatte, nahm die Polizei ein Tötungsdelikt an. Das Hessische Landeskriminalamt (LKA) und das Polizeipräsidium Nordhessen bildeten eine gemeinsame Sonderkommission, die in alle Richtungen ermittelte.
Wegen jahrelanger Morddrohungen aus rechten Kreisen gegen Lübcke wurde rasch ein rechtsextremes Tatmotiv vermutet. Im Oktober 2015 hatte er eine geplante Flüchtlingsunterkunft in Lohfelden öffentlich gegen Zwischenrufer verteidigt: Wer die Werte der Verfassung ablehne, sei jederzeit frei, Deutschland zu verlassen. Besucher hatten seine Antwort verkürzt und als Video im Internet verbreitet. LKA-Präsidentin Sabine Thurau bat anfangs, nicht über einen Zusammenhang der Tat mit diesen Mordaufrufen zu spekulieren. Laut Ermittlern war Lübcke vor dem Mord nicht gefährdet. Sie wollten Hasskommentare gegen ihn jedoch auf strafrechtlich relevante Inhalte und mögliche Zusammenhänge mit der Tat hin prüfen.
Bis zum 8. Juni erhielten die Ermittler durch Zeugenaufrufe und eine Sendung Aktenzeichen XY … ungelöst rund 160 Hinweise, darunter Videos von der Kirmes, die zur Tatzeit neben Lübckes Anwesen stattgefunden hatte.
Am 8. Juni 2019 nahm die Polizei einen Sanitäter fest, der in der Tatnacht Erste Hilfe geleistet und Blutspuren weggewischt hatte, um der Familie den Anblick zu ersparen. Am Folgetag kam er wegen fehlender Anhaltspunkte für seine Tatbeteiligung wieder frei. Im Krankenhaus hatte man Lübckes Hemd anfangs weggeworfen. Forensiker fanden später eine einzelne Hautschuppe darauf, die mit der in einer DNA-Analysedatei gespeicherten DNA eines vorbestraften Rechtsextremen übereinstimmte. So wurde der Täter ermittelt. Am 15. Juni 2019 nahm ein Spezialeinsatzkommando Ernst in seinem Wohnhaus in Kassel fest und brachte ihn in die Justizvollzugsanstalt Kassel I. Er machte zunächst keine Aussagen.
Laut einem Zeugen hatten sich in der Tatnacht nach einem Schussgeräusch ein VW Caddy und ein weiterer Pkw rasch vom Tatort entfernt. Ernst fuhr einen VW Caddy, der auf den Namen seiner Ehefrau zugelassen war. In seiner Wohnung fand man den Schlüssel für einen weiteren Pkw, den er am Mordtag verkauft haben wollte. Daher wurden Mittäter vermutet. Der zweite Pkw, ein Škoda, wurde Ende Juni 2019 in Forstfeld (Kassel) rund 1000 Meter von Ernsts Wohnung entfernt gefunden. Er gehörte seinem Schwiegervater. Ernst soll ihn kurz vor der Tatnacht übernommen haben.
Ernst wohnte in Kassel rund einen Kilometer von der Erstaufnahmeeinrichtung und zwei Kilometer vom Bürgerhaus in Lohfelden entfernt. Er hatte sich in einem Chat über Lübckes dortigen Auftritt empört und ihn „Volksverräter“ genannt. Laut seinen Handydaten hatte er als Nutzer „Game Over“ viele Hasskommentare gepostet, etwa: „Entweder diese Regierung dankt in kürze ab oder es wird Tote geben“; „Schluss mit Reden es gibt tausend Gründe zu handeln und nur noch einen ‚nichts‘ zu tun, Feigheit“.
Ernst war Mitglied im Schützenclub Sandershausen in Niestetal bei Kassel, jedoch laut dem Vorsitzenden ohne Zugang zu Schusswaffen. In seiner Wohnung lagen eine Schreckschusspistole und Anträge für einen legalen Waffenbesitz. Wegen einer möglichen rechtsterroristischen Tat übernahm Generalbundesanwalt Peter Frank ab 17. Juni 2019 die Ermittlungen.
Ab 25. Juni 2019 untersuchten fünf Bundesanwälte und 80 Sonderermittler gefundene Spuren, Tathergang, Tatauslöser, eine Verbindung zwischen Täter und Opfer sowie Ernsts mögliche Kontakte zu anderen Rechtsextremen. Weil Hessens Innenministerium nach 2009 keine solchen Kontakte Ernsts registriert hatte, wurde vermutet, dass er dem rechtsterroristischen Konzept Führerloser Widerstand folgte oder sich seit 2015 erneut radikalisiert hatte.
Bis zur Anklage wurde als wahrscheinlicher Tatverlauf ermittelt: Am 1. Juni 2019 gegen 19:30 Uhr holte Ernst seinen Revolver aus seinem häuslichen Büro, fuhr mit dem Pkw seines Schwiegervaters und ohne Mobiltelefon nach Istha und wartete auf einem Parkplatz auf die Nacht. Dann fuhr er in Lübckes Wohnstraße, stellte den Pkw ab, hängte sich einen Rucksack mit der geladenen Tatwaffe um, ging zu einer Pferdeweide am Ortsrand und beobachtete rund 20 Minuten lang Lübckes Haus. Eine Zeugin sah einen Mann mit Kappe und Rucksack, der kurz vor Mitternacht die Pferdeweide betreten und das Haus mit einem 15 Zentimeter langen Rohr betrachtet habe. In einem schwarzen Rucksack im Kofferraum des benutzten Pkw fand sich später ein Wärmebildmonokular aus der Tatnacht mit einer Fotografie von Lübckes Terrasse. Als Ernst am Haus ein Licht aufleuchten sah (Lübckes iPad), soll er sich endgültig zum Ausführen des Mordes entschlossen haben. Er stieg durch den Zaun der Pferdeweide und lief mit dem gespannten Revolver in der Hand auf das Haus zu. Lübcke saß, eine Zigarette rauchend, auf seiner Terrasse. Zwischen 23:20 und 23:30 Uhr trat Ernst an ihn heran und schoss auf ihn. Das Geschoss traf Lübcke oberhalb des rechten Ohres und tötete ihn sofort.

### Aussagen des Täters
Am 25. Juni 2019 legte Ernst im Polizeipräsidium Kassel ein Geständnis ab: Er habe die Lohfeldener Bürgerversammlung im Oktober 2015 besucht. Lübckes Aussage dort habe ihn ständig beschäftigt und sei ein wesentlicher Tatgrund gewesen. Er sah darin laut Chatnotizen einen Beleg, das deutsche Volk solle durch Ausländer ersetzt werden (Großer Austausch). Er sei mit einem VW Caddy zum Tatort gefahren, habe die Tat jedoch allein verübt. Der Generalbundesanwalt informierte den Innenausschuss des Bundestages über Ernsts Aussage. Er kündigte an, ihn wegen Mordes aus Heimtücke und niedrigen Beweggründen anzuklagen, weil er Lübcke zuhause sitzend überrascht und aus rechtsextremem Hass getötet habe. Ernsts erster Anwalt Dirk Waldschmidt bestätigte das Geständnis.
Ernst gestand auch seine Hasskommentare im Netz. Als „Game Over“ habe er sinngemäß gefragt, „wann wir zurückschlagen“, und „viele Tote“ angekündigt. Laut Ermittlern schaltete er sein Mobiltelefon vor der Tat aus und danach wieder an. Am Tag nach der Tat habe er die Tatwaffe in einem Seesack mit zur Arbeit genommen und auf dem Gelände seines Arbeitgebers vergraben. Am Ende der Schicht habe er einen Kollegen um ein Alibi bei Polizeinachfragen gebeten. Dies werteten die Ermittler als Hinweise auf eine konspirativ geplante Tat. Unklar blieb zunächst, wann Ernst beschloss, Lübcke zu töten, und warum er gestand.
Ernst gestand zudem, dass er den Mord bewusst während der Kirmes verübt hatte, um unerkannt zu bleiben und Kirmesbesucher zu verstören: Sie hätten gefeiert, als ob die Welt in Ordnung sei, aber „um uns herum sterben doch die Leute, ich möchte, dass der Terror zu ihnen kommt.“
Laut Medienrecherchen hatte Ernst bei der Lohfeldener Bürgerversammlung auf Lübckes Aussagen hin „Ich glaub’s nicht“ und „verschwinde“ gerufen. Im ersten Geständnis erläuterte er ausführlich das Entstehen seines Mordplans: Nach 2009 habe er sich aus der rechten Szene gelöst, um ein normales Leben mit Familie und Beruf zu führen. Er habe sein früheres Weltbild als falsch erkannt. 2013 oder 2014 habe er Hartmann als Leiharbeiter bei der Bahntechnikfirma seines Arbeitgebers wiedergetroffen. Hartmann habe ihn bei einem lokalen Schützenverein eingeführt. Zum Schutz für seine Familie vor Ausländerkriminalität habe er Hartmann 2014 erstmals gebeten, ihm Feuerwaffen zu besorgen. 2015 habe ihn Hartmann zu Lübckes Auftritt in Lohfelden mitgenommen. Dann habe er jahrelang überlegt, Lübcke zu töten, und dessen Wohnanschrift gegoogelt. 2017 und 2018 sei er mit einer Pistole nach Istha gefahren, aber jedes Mal froh gewesen, die Tat nicht ausgeführt zu haben. Sein Mordplan sei durch die Kölner Silvesternacht 2015/16, den islamistischen Anschlag in Nizza 2016, Videos von weiteren islamistischen Anschlägen sowie die Ermordung zweier nordeuropäischer Frauen in Marokko gewachsen. Für all das habe er Lübcke Mitschuld gegeben, aber mit niemand darüber geredet. Schließlich habe er ihn wortlos erschossen.
Am 2. Juli 2019 widerrief Ernst sein Geständnis vor dem Ermittlungsrichter am Bundesgerichtshof (BGH) in Karlsruhe. Sein neuer Anwalt Frank Hannig begleitete ihn. Am 8. Juli 2019 stellte Hannig Strafanzeige wegen des Verdachts auf Geheimnisverrat: Berichte mit Details aus dem ersten Geständnis könnten nur aus der Ermittlungsakte stammen und seien offenbar gezielt veröffentlicht worden.
Im November 2019 bestätigte Ernst gegenüber Journalisten seinen Besuch der Lohfeldener Bürgerversammlung und seine Wut über Lübckes Aussagen. Hartmann habe „die Waffen ins Spiel“ gebracht, sie „ständig mit politischen Themen“ verknüpft und „sein Umfeld immer aufgestachelt“. Sein Kontakt zu ihm sei „ein entscheidendes Verhängnis“ gewesen. Er kündigte ein neues Geständnis an. Sein Anwalt behauptete nun, ein zweiter Mann sei bei der Tat dabei gewesen und diese sei anders als ermittelt verlaufen.
Am 8. Januar 2020 gab Ernst an, in der Tatnacht sei Hartmann mit ihm zu Lübckes Haus gefahren, um diesen mit der Waffe einzuschüchtern. Auf der Terrasse habe es ein Wortgefecht mit Lübcke gegeben. Dann habe sich aus der Tatwaffe, die Hartmann gehalten habe, ein Schuss gelöst. Ernsts früherer Anwalt Dirk Waldschmidt habe ihm geraten, die Tat auf sich zu nehmen, und ihm dafür „finanzielle Vorteile“ und Schutz für seine Familie versprochen. Waldschmidt bestritt das. Hartmanns Anwalt Björn Clemens bezweifelte Ernsts Glaubwürdigkeit wegen dessen ständig neuen Versionen zum Tatverlauf. Spuren zu einem zweiten Täter wurden nicht gefunden.
Beim Haftprüfungstermin am 3. März 2020 beschloss der BGH, Ernst und Hartmann in Untersuchungshaft zu behalten. Ernsts erstes Geständnis passe zu den DNA-Spuren an der Tatwaffe und Munition; sein zweites dagegen sei wenig glaubhaft. Denn nach dem Verlauf des Schusskanals und der Zigarette, die Lübcke laut Zeugen nach der Tat noch in der Hand hatte, habe sich der Schütze dem Opfer wahrscheinlich unbemerkt genähert. Hartmann bleibe der Mordbeihilfe dringend verdächtig, weil er eng mit Ernst befreundet gewesen sei, sein rechtsradikales Gedankengut geteilt, Schießübungen und politische Demonstrationen mit ihm unternommen habe. Dies habe Ernst „Zuspruch und Sicherheit vermittelt“.
Auf einem verschlüsselten USB-Stick aus der Zeit vor 2010 hatte Ernst „Vorsichtsregeln“ eingescannt: Textil- und DNA-Spuren am Tatort seien zu vermeiden; gute Ortskenntnisse seien wichtig. Ferner hatte er ausgesagt, er habe für die Fahrt nach Istha „Tarnkennzeichen“ über den echten Pkw-Kennzeichen befestigt und später wieder entfernt. Darum sah der BGH eine „planvolle Vorgehensweise“ bei dem Mord und bezweifelte Ernsts spätere Angabe, er und Hartmann seien Lübcke unmaskiert gegenübergetreten: Damit hätten sie riskiert, dass Lübcke sie identifizieren konnte.

### Herkunft der Tatwaffe
2016 hatte Ernst eine Waffensachkundeprüfung abgelegt, um eine Waffenbesitzkarte zu beantragen. Am 27. Juni 2019 zeigte er der Polizei ein Erddepot auf dem Firmengelände seines Arbeitgebers, in dem mehrere Revolver, eine Pumpgun und eine Uzi-Maschinenpistole mit Munition versteckt waren. Ernst nannte zwei mögliche Mordbeihelfer, die die Polizei dann festnahm: Elmar J. aus dem Kreis Höxter soll Ernst 2016 die spätere Tatwaffe verkauft, Markus Hartmann soll den Kauf vermittelt haben. Elmar J. hatte Ernst mehrere Waffen beschafft, darunter die Uzi. Deren Herkunft und weitere Waffenkäufer wurden ermittelt.
Laut dem Generalbundesanwalt kannten Hartmann und Elmar J. nur Ernsts rechtsextreme Haltung, nicht seine Mordpläne. Mit dem Waffenverkauf hätten sie ein mögliches politisches Verbrechen billigend in Kauf genommen. Zwei Männer im Raum Kassel, denen Ernst selbst Waffen verkaufte, seien nicht an seiner Tat beteiligt gewesen.
Nach einem ballistischen Gutachten stammte die für Lübcke tödliche Kugel aus einem brasilianischen Rossi-Revolver vom Kaliber .38 Special, der in Ernsts Erddepot lag. Die Tatwaffe war nach dem Mord gereinigt, eingefettet und wie die übrigen Waffen in blaue Müllsäcke verpackt worden. In der Revolvertrommel steckten vier scharfe Patronen und eine leere Hülse. Ernst behauptete, er wolle die Waffen im Depot sicherstellen lassen; ein Arbeitskollege habe ihm beim Vergraben geholfen. Dieser bestritt das, besaß aber mehrere eigene Waffen und zugehörige Munition, die er von Ernst gekauft haben soll.
Ein früherer Schweizer Waffenhändler hatte die Tatwaffe 1987 aus Brasilien importiert und einem Schweizer verkauft. Wie sie dann an Ernst gelangt war, blieb unklar. Bei der rechtsextremen Terrorgruppe „Combat 18 Pinneberg“ von Peter Borchert, die Ernst 2003 besucht hatte, hatte die Polizei damals vier Rossi-Revolver gefunden. Elmar J. bestritt, dass er die Tatwaffe 2016 an Ernst verkauft habe. Insgesamt fanden die Ermittler bei ihm, Ernst und Hartmann 46 Schusswaffen.
In Ernsts Wohnhaus fanden sie auch eine Dashcam mit Videoaufnahmen vom Haus und Auto Lübckes, die um 2015 aus dem VW Caddy heraus gefilmt worden waren, ein Zielfernrohr und fünf Schalldämpfer. Zwei davon passten zu Kleinkaliberpistolen im Erddepot Ernsts. Insgesamt besaß er acht scharfe Waffen sowie einen Karabiner, den Hartmann ihm illegal überlassen hatte, und erhebliche Mengen Munition. Gegenüber BGH-Haftrichtern erklärten die beiden, sie hätten die Waffen gegen befürchtete wachsende Kriminalität und bürgerkriegsähnliche Zustände durch ausländische Zuwanderer gebraucht. Dagegen nahm der BGH an, dass sie eine von ihnen imaginierte „Invasion“ von Zuwanderern aktiv und gewaltsam bekämpfen wollten. Ernst habe die Tatwaffe mit der leeren Hülse professionell schussbereit hergerichtet und vergraben, um sie eventuell später wieder zu benutzen.

### Messerangriff auf Iraker 2016
Am 6. Januar 2016 hatte ein Unbekannter einen Messerangriff auf den irakischen Asylbewerber Ahmed I. in Lohfelden verübt und ihn dabei schwer verletzt. Der Täter war auf einem Fahrrad geflohen, wie ein Überwachungsvideo zeigte. Die Polizei vermutete zunächst einen Raubüberfall, Drogen- und Schleuserkriminalität im Opferumfeld. Später befragte sie als Messerstecher aufgefallene Straftäter der Region, darunter Ernst. Er gab an, er kenne die Unterkunft in Lohfelden, habe von dem Angriff gehört und an jenem Abend frei gehabt. Alibizeugen nannte er nicht. Dennoch wurde sein Haus damals nicht durchsucht. Er wohnte 2,5 Kilometer vom Tatort entfernt. Sein Fahrrad wurde untersucht, jedoch ergebnislos.
In seiner Erstaussage 2019 gab Ernst an, er sei am 6. Januar 2016 aufgebracht über die Silvesterereignisse in Köln durch Kassel-Forstfeld gelaufen und hatte Wahlplakate von Grünen und SPD abgetreten. Dabei habe er einen „Ausländer“ getroffen und angebrüllt, man müsse Leuten wie ihm den Hals abschneiden. Einen gewaltsamen Angriff bestritt er. Am 25. Juli 2019 durchsuchte die Polizei Ernsts Haus nach Spuren zu dem Messerangriff von 2016. Im Keller fanden sie ein Messer mit DNA-Spuren, das sie für die Tatwaffe hielten. Laut der späteren Anklageschrift hatte sich Ernst am 5. Januar 2016 gegenüber seiner Mutter über die Silvesternacht in Köln empört, fuhr am Folgetag mit dem Fahrrad zur Unterkunft in Lohfelden und rammte dem Iraker das Messer von hinten in den Rücken, um „Angst unter den in der Bundesrepublik Deutschland Schutz suchenden Menschen fremder Herkunft“ zu verbreiten.
Bis März 2020 sah der Generalbundesanwalt einen hinreichenden Verdacht, dass Ernst jenen Messerangriff begangen hatte, und kündigte an, ihn auch dieses Mordversuchs anzuklagen.

### Schuss auf Geschichtslehrer 2003
In einem verschlüsselten Laptop-Ordner von 2002 hatte Ernst persönliche Daten eines Kasseler Geschichtslehrers und aktiven Antifaschisten gesammelt. Am 20. Februar 2003 hatten Unbekannte durch ein Küchenfenster gezielt auf diesen geschossen und seinen Kopf nur knapp verfehlt. Zuvor hatte er Drohungen aus der Kasseler Neonaziszene erhalten. Dort vermutete er den oder die Täter.
Weil die Jalousie des Küchenfensters heruntergelassen gewesen war, stuften die Ermittler den Anschlag 2003 nur als versuchte schwere Körperverletzung ein, nicht als Mordversuch. Darum wurden 2013 wichtige Asservate und die staatsanwaltschaftliche Akte dazu regulär vernichtet. Da auch Ernst damals zur Kasseler Neonaziszene gehört hatte, ermittelte der Generalbundesanwalt ab November 2019 auch zu diesem ungeklärten Fall. Bis dahin fanden sich keine Spuren, dass Ernst damit zu tun hatte.

### Feindesliste und ausgespähte Objekte
Im November 2019 fand das LKA Hessen in Ernsts Datenträgern eine Feindesliste mit Daten von 60 öffentlich bekannten Personen, Rathäusern und weiteren Objekten im Großraum Kassel. Die Daten hatte er großenteils von 2001 bis 2007 gesammelt. Namentlich aufgeführt waren der 2003 angegriffene Geschichtslehrer, Journalisten, die etwa über NPD-Demonstrationen berichtet hatten, Lokalpolitiker sowie Mitglieder der Jüdischen Gemeinde in Kassel. In „Juden Kassel“ oder „Daten Synagoge“ betitelten Dateiordnern hatte Ernst Namen, Kfz-Kennzeichen, Telefonnummern, Adressen und archivierte Zeitungsartikel über jene Personen und Notizen zu Synagogenbesuchern gespeichert, diese also ausgespäht. Auch Anleitungen zum Bombenbau und Texte zum Untergrundkampf nach dem Vorbild der „Werwolf“-Einheiten hatte er gespeichert. Er notierte, als Terrorziele kämen Beamte, Stadtratsmitglieder oder „manchmal ein Bürgermeister“ in Frage, und schrieb: „Alles was der Vernichtung der Feinde dient, ist gut.“ Nach dem Fund informierte die hessische Polizei alle Betroffenen und erhöhte die Kontrollen an der Kasseler Synagoge. Deren Vorsitzende Ilana Katz und manche Gemeindemitglieder befürchteten, die Daten könnten trotz des Alters noch bei anderen Rechtsextremen kursieren.
In älteren Notizen hatte Ernst alle „anti-deutschen“ Kräfte und Menschen zu seinen Feinden gezählt, „die Rassenschande begehen“; gegen sie brauche er Waffen. Später hatte er Adressen und Autokennzeichen von Einzelpersonen gesammelt. Demnach hatte er schon Jahre vor dem Mord an Lübcke Mordanschläge erwogen.

## Täter

### Herkunft
Stephan Ernst wurde 1973 in Wiesbaden geboren und wuchs ab 1984 in Holzhausen über Aar auf, wo er zur Schule ging und bis 1999 wohnte. Er verübte schon in den 1980er Jahren rassistische Angriffe. Er ist verheiratet, hat zwei Kinder und lebte bis zu seiner Festnahme im Osten von Kassel.

### Straftaten
Ernst war laut dem Bundeszentralregister für ausländerfeindliche, rassistische und andere Straftaten mehrfach vorbestraft. Im April 1989 hatte er ein Feuer im Wohnhaus eines türkischen Mitschülers in Michelbach (Aarbergen) gelegt. Nach späterer Eigenaussage interessierte er sich damals für „Die Republikaner“ und hatte mit Messern bewaffnete Freunde. Mit einem Messer erstach ein Rechtsextremer der Gruppe „Taunusfront“ 1990 den Kurden Nihat Yusufoğlu.
Im November 1992 verletzte Ernst im Wiesbaden Hauptbahnhof einen türkischen Imam mit einem Messer lebensgefährlich. Vor Gericht gab er an, er habe sich sexuell belästigt gefühlt und das Opfer als Ausländer erkannt. Er wurde wegen versuchten Totschlags auf Bewährung verurteilt. 1993 verurteilte ihn das Amtsgericht Wiesbaden wegen Diebstahls zu einer Jugendstrafe von zehn Monaten Haft auf Bewährung.
Im selben Jahr griff er eine Asylbewerberunterkunft in Steckenroth mit einer selbstgebauten Rohrbombe an, die er auf den Rücksitz eines Pkw legte, den er dann zwischen den Wohncontainern anzündete. Die Bewohner löschten den Brand rechtzeitig, bevor die Bombe detonierte. 1994 in der Untersuchungshaft schlug Ernst einen ausländischen Mitgefangenen mit einem Stuhlbein. Das Landgericht Wiesbaden verurteilte ihn 1995 für das „versuchte Herbeiführen einer Sprengstoffexplosion“ und die Angriffe von 1992 und 1994 zu insgesamt sechs Jahren Haft.
2003 beging Ernst einen gemeinschaftlichen Totschlag in Kassel und mehrere Verstöße gegen das Waffen- und Versammlungsgesetz. Von 2003 bis 2006 erhielt er Geldstrafen für zwei Körperverletzungen, eine Beleidigung und den Besitz eines „verbotenen Gegenstands“. Am 1. Mai 2009 griff er mit rund 400 Neonazis die Erster-Mai-Demonstration des DGB in Dortmund mit Steinen, Holzstangen und Fäusten an. Dafür erhielt er eine siebenmonatige Haftstrafe auf Bewährung. Weitere Strafverfahren wegen Brandstiftung, Totschlags, gefährlicher Körperverletzung und Raub wurden mangels Indizien eingestellt, das letzte 2004.

### Bezüge zu Neonazis in Hessen
Bis Dezember 1993 hatte Ernst seine ausländerfeindlichen Straftaten allein verübt. In seiner ersten Haft ab 1995 las er die rechtsextreme Zeitschrift Nation und Europa und schrieb deren Redaktion einmal einen Leserbrief. Damals arbeitete Tino Brandt, V-Mann und Leiter des Thüringer Heimatschutzes (THS), im Verlag der Zeitschrift.
Nach seiner Haftentlassung 1999 fand Ernst sofort Anschluss an die rechtsextreme Szene im Raum Kassel und besuchte wohl mit dem Pkw seines Schwiegervaters öfter rechtsextreme Veranstaltungen, etwa Treffen der Hilfsorganisation für nationale politische Gefangene und deren Angehörige (HNG). Von 2000 bis 2004 gehörte er zum NPD-Kreisverband Kassel. Im Februar 2002 sollte „NPD-Stephan“, wie er intern genannt wurde, deren neuer Vorsitzender werden, übernahm das Amt nach einem Gespräch mit dem zurückgetretenen Exvorsitzenden aber nicht. 2004 wurde er wegen nicht gezahlter Mitgliedsbeiträge aus der NPD-Kartei gelöscht.
Laut EXIF – Recherche & Analyse hatte Ernst 2002 in Kassel Kontakt mit Stanley Röske, einem späteren Führungsmitglied der deutschen Sektion von „Combat 18“, und mit Michel Friedrich von der „Oidoxie Streetfighting Crew“. Dieser gehörte zur „Hardcore Crew Kassel“ und räumte im NSU-Prozess (2013–2018) einen Kontakt zum NSU-Terroristen Uwe Böhnhardt ein. 2019 behauptete Friedrich jedoch, er sei aus der Szene ausgestiegen und habe Ernst seit 2010 nicht mehr gesehen.
Im August 2002 nahm Ernst mit Mike Sawallich, dem damaligen Chef der hessischen Jungen Nationalisten (JN), an rechtsextremen Aktionen teil. 2004 demonstrierte er mit Neonazis vom „Volkstreuen Komitee für gute Ratschläge“ in Gladenbach und wurde mit mehreren Anhängern von „Blood and Honour“ polizeilich überprüft. Am 6. Februar 2007 demonstrierte Ernst mit anderen Neonazis in Kassel gegen eine DGB-Veranstaltung, forderte mit seinem Schild „Schluß mit der Verteufelung deutscher Patrioten“, provozierte Muslime unter den Gegendemonstranten und löste so eine Schlägerei mit aus.
Ab 2010 baute sich Ernst eine bürgerliche Existenz mit Familie, Eigenheim und Schichtarbeit in einer Fabrik auf, ohne seine fortbestehende rechtsextreme Einstellung zu zeigen. Er arbeitete zuletzt bei einem Kasseler Bahntechnikhersteller und war Bogenschütze im Schützenverein. Zugleich verfasste er unter dem Alias „Game Over“ im Internet Hasskommentare. Ermittler vermuteten, dass er sich ab 2010 an die strategischen Leitlinien von „Blood and Honour“ zum „führerlosen Widerstand“ unter bürgerlicher Tarnung gehalten oder sich seit der sogenannten Flüchtlingskrise 2015 erneut radikalisiert hatte.
Laut dem NDR-Magazin Panorama gehörte Ernst bis mindestens 2011 zur Neonazigruppe „Freier Widerstand Kassel“. Eventuell hatte er auch Kontakte zu führenden Mitgliedern der rechtsterroristischen „Oldschool Society“ und zum gewalttätigen „Sturm 18 Cassel“, bei dem Ermittler 2015 mehrere Waffen sichergestellt hatten.
Weil Mike Sawallich am 21. Juni 2019 auf Facebook ein Jugendfoto von sich mit Ernst postete und ihn „der beste Kamerad“ nannte, könnte er bis dahin Kontakte zu hessischen Neonazis gehabt haben. Ob er auf einem Foto eines Treffens von „Combat 18“ in Mücka vom März 2019 zu sehen ist, beurteilten zwei forensische Gutachter für das Fernsehmagazin „Monitor“ gegensätzlich.
Ernst war ein enger Weggefährte des nordhessischen Neonazis Christian Wenzel. Dieser war bis 2000 Mitglied von „Blood and Honour“ und hatte Kontakte zum NSU-Umfeld. Im Januar 2021 war Wenzel Kandidat der AfD Kassel für die Kommunalwahlen in Hessen. Die AfD konnte seine Kandidatur terminlich nicht mehr zurückziehen, so dass er auf dem Wahlzettel blieb.

### Bezüge zum NSU-Umfeld
Die Terrorgruppe Nationalsozialistischer Untergrund (NSU) entstand 1998 aus dem THS, der auch in Ohrdruf aktiv war. Dort hatte Lübcke bis 1999 die Jugendbildungsstätte Haus Mühlberg geleitet und sich gegen rechtsextreme Gewalt in der Region eingesetzt. Damals legte das zum THS gehörige „Nationale und soziale Aktionsbündnis Westthüringen“ (NSAW) Feindeslisten an, bedrohte politische Gegner und griff öfter zwei Jugendclubs an. Daher schützte Sicherheitspersonal die Veranstaltungen der Jugendbildungsstätte.
Um 2001 wurde Ernst Mitglied der rechtsextremen „Artgemeinschaft – Germanische Glaubens-Gemeinschaft wesensgemäßer Lebensgestaltung“ und las deren „Nordische Zeitung“. An deren Veranstaltungen nahmen auch Neonazis aus dem NSU-Umfeld teil. 2002 besuchte Ernst im bayrischen Wunsiedel einen „Gedenkmarsch“ für den Hitler-Stellvertreter Rudolf Heß. Der NSAW-Leiter Patrick W. organisierte solche Märsche 2004 und 2005 in Gotha, zu denen auch der NSU-Unterstützer Ralf Wohlleben kam. 2011 schloss die Artgemeinschaft Ernst wegen nicht gezahlter Mitgliedsbeiträge aus.
Laut Akteneinträgen, die das Landesamt für Verfassungsschutz Hessen (LfV) im Oktober 2020 freigab, hatte Ernst öfter Kontakt zum führenden Thüringer NPD-Funktionär Thorsten Heise. Im Juni 2001 nahmen Ernst, Mike S. und Patrick W. an der NPD-Demonstration „Freiheit für Thorsten Heise“ in Göttingen teil. Im November 2001, kurz nach Heises Haftentlassung, traf Ernst ihn bei einem NPD-Stammtisch in Kassel. Heise hatte damals Briefkontakt mit dem NSU-Unterstützer Holger Gerlach und sprach mit diesem über die Flucht des NSU-Trios. Am 1. Mai 2003 fuhr Ernst mit einem von Heise organisierten Bus zu einer NPD-Demonstration nach Berlin und besuchte weitere Kundgebungen mit ihm. 2004 war Ernst zu einer Wintersonnenwendfeier mit Heise und anderen führenden Neonazis eingeladen. 2011 war Ernst auf einer von Heise organisierten Feier zur Sommersonnenwende in Thüringen. Heise erinnerte sich 2020 zwar an Ernst, bestritt aber persönliche Gespräche mit ihm. Wie stark er Ernst beeinflusste, ist unbekannt. Ernst räumte vor Gericht ein, dass er am 18. Juni 2011 an Heises „Hausverteidigung“ gegen angekündigte politische Gegner teilgenommen hatte.
Am 6. April 2006 ermordete der NSU in Kassel den 21-jährigen Deutschtürken Halit Yozgat in dessen Internetcafe in Kassel. Obwohl der NSU für die Auswahl des Opfers und Tatorts Helfer in Kassel gehabt haben muss, verfolgte die Polizei laut der Recherchegruppe Exif einige Spuren nicht. So kannte Ernst den Kasseler Neonazi M.K., der in der Holländischen Str. 86 fast neben dem Internetcafe von Yozgat (Nr. 82) wohnte. Ernst, M.K. und Stanley Röske waren am 25. August 2002 mit dem Pkw von Ernsts Schwiegervater nach Dransfeld gefahren, um Antifaschisten anzugreifen. Bei einer Fahrzeugkontrolle notierte die Polizei M.K.s Adresse. Sein Name stand in einer Liste von Kontaktpersonen, die der V-Mann Benjamin Gärtner 2006 für den damaligen Verfassungsschützer Andreas Temme erstellt hatte. Temme saß beim Mord an Yozgat in dessen Internetcafe, wo er andere V-Leute traf, und telefonierte an jenem Tag mehrmals mit Gärtner. M.K.s Mobiltelefon wurde in den Tagen des Mordes an Yozgat nahe beim Tatort benutzt. Bei der Überprüfung der Anrufer und polizeibekannten Neonazis im Tatortumfeld notierte die Polizei weder M.K.s Adresse noch Gründe, warum er nichts mit dem Mord zu tun habe. M.K. wurde weder in Ermittlungsakten noch in einem der NSU-Untersuchungsausschüsse noch im NSU-Prozess erwähnt. Er selbst erklärte im Januar 2020 gegenüber Exif, er sei kein V-Mann gewesen, habe Yozgat nicht gekannt und sei nicht am Tatort gewesen. Er habe Ernst nur flüchtig gekannt; dieser habe ihn bzw. „uns“ „ab und an mal“ besucht. Auch die Neonazi Corryna Görtz wurde nicht überprüft. Sie kannte das NSU-Trio und hatte Yozgats Internetcafé einige Monate vor dessen Ermordung mehrmals besucht. 2017 sagte sie dem NSU-Untersuchungsausschuss Hessen, sie sei am Mordtag nicht dort gewesen und kenne Andreas Temme nicht. Sie hatte jedoch Briefkontakt zum hessischen Verfassungsschutz und zu Ernsts Freund Mike Sawallich.
Nach dem Mord an Yozgat begann der NSU eine Feindesliste mit zuletzt rund 10.000 Namen zu erstellen. Lübcke stand unter den letzten 2000 Namen darauf. Dies wurde erst nach seinem Tod bekannt. Auf der NSU-Feindesliste standen auch die Adressen der Kasseler Jüdischen Gemeinde und des Geschichtslehrers, auf den 2003 gezielt geschossen worden war. Zur gleichen Zeit führte auch Ernst den Lehrer und die Gemeinde als mögliche Anschlagsziele auf seiner Feindesliste und beobachtete sie.
Am 2. Juni 2019 um 0:56 Uhr, also Stunden bevor Lübckes Tod bekannt wurde, hatten Unbekannte im Internet verdächtige Suchanfragen gestellt, etwa nach dem Begriffspaar ‚Lübcke und Kopfschuss‘. Darum nahmen die Ermittler Mitwisser des Mordes an. Sie vermuteten, dass Ernst und Hartmann zu einer bisher unentdeckten NSU-Zelle in der Kasseler Neonaziszene gehörten, die am Mord an Yozgat mitgewirkt haben könnte.
Beim Ermittlungsabschluss zählte der hessische Verfassungsschutz mehr als 60 Rechtsradikale zu Ernsts und Hartmanns Umfeld, sah jedoch „keine NSU-Bezüge der Angeklagten“. Eine intensive Recherche des Vereins Correctiv ergab dagegen, dass Ernst mit mindestens sechs Personen aus dem NSU-Umfeld Kontakt hatte: Thorsten Heise, André Kapke, Ralf Wohlleben, dem V-Mann Benjamin Gärtner und zwei Kasseler Neonazis, die Uwe Mundlos und Uwe Böhnhardt bei einem Rechtsrock-Konzert 2006 in Kassel oder Thüringen gesehen zu haben glaubten.

### Bezüge zu AfD und Identitären
Im Dezember 2016 überwies Ernst 150 Euro mit dem Verwendungszweck „Wahlkampfspende 2016 Gott segne euch“ an die AfD. Die Bundespartei verbuchte den Betrag mit Name und Anschrift des Spenders, gab aber keine Auskunft dazu. Die AfD Thüringen, für die der Betrag bestimmt gewesen sein soll, bestritt den Erhalt. Ernst und Hartmann nahmen am 1. September 2018 in Chemnitz am „Trauermarsch“ der rechtsextremen Gruppe „Pro Chemnitz“ teil. Aus diesem Aufmarsch heraus wurden Flüchtlinge, Journalisten und Polizisten angegriffen, bis die Polizei die Versammlung auflöste. Viele Teilnehmer schlossen sich dann dem von der AfD organisierten Trauermarsch an. Ernst und Hartmann sind auf Fotografien davon erkennbar.
Vor der Landtagswahl in Hessen 2018 unterstützte Ernst die AfD Kassel, hängte Wahlplakate für deren damaligen Kandidaten auf, besuchte ihre Stammtische und Veranstaltungen. Dies bezeugten mehrere AfD-Abgeordnete und AfD-Anhänger. Die AfD Hessen bestätigte seine Besuche, bestritt aber frühere Kontakte zu Ernst. Er überwies dreimal 100 Euro an die Identitäre Bewegung. Auf Überweisungsträgern an die Gebühreneinzugszentrale zeigte er offen seine rechtsextreme Haltung, indem er als Empfänger „BRD-Hurensöhne“ oder „Volkverräter-Behörde“, als Verwendungszweck „BRD-Zwangsabgabe“ oder „An die Wand mit Euch“ eintrug.

## Mögliche Helfer

### Markus Hartmann
Der Waffenbeschaffer Markus Hartmann stammt aus derselben Thüringer Gegend wie der NSU und war ebenfalls seit 1990 aktiver Rechtsextremist, unter anderem bei der Freiheitlichen Deutschen Arbeiterpartei (FAP; 1995 verboten) und der HNG (2011 verboten).
Auch Hartmann fiel schon als Jugendlicher mit rechtsextremen Gewalttaten auf. 1994 betrieb er mit den FAP-Mitgliedern Mario S. und Tobias N. Anti-Antifa-Arbeit. Mario S. administrierte damals die Mailbox „Steiner BBS“ im rechtsextremen Thule-Netz zum Sammeln von Adressen politischer Gegner. In Hartmanns Haus in Fuldatal stellte die Polizei nach einer Ruhestörung 16 Schallplatten mit rechtsextremer Musik sicher.
Das LfV traf sich 1997 und im März 1998 mit Hartmann, um ihn als V-Mann anzuwerben. Beim zweiten, dreistündigen Treffen lehnte Hartmann die Zusammenarbeit mit dem LfV ab. Dies zeigen LfV-Dokumente, die der NDR einsah.
Nach dem FAP-Verbot wurde Hartmann Mitglied der „Kameradschaft Gau Kurhessen“. Diese hatte der ehemalige stellvertretende hessische FAP-Vorsitzende Dirk W. 1995 in Kassel gegründet. 1999 meldeten zwei V-Leute dem LfV Hessen, ein „nationaler Untergrund“ mit Dirk W. und anderen ehemaligen FAP-Mitgliedern versuche in Kassel eine „Untergrundorganisation“ aufzubauen. Diese sei zuvor in Nordhessen ansässig gewesen und werde nun aus dem Osten gelenkt. Dirk W.s Lebensgefährtin Corryna Görtz stammte aus Thüringen und war Mitglied im THS. Sie nahm am 12. Juni 1999 mit prominenten Neonazis aus dem ganzen Bundesgebiet, darunter Tino Brandt und einem weiteren V-Mann der früheren FAP, an der Hochzeitsfeier von Thorsten Heise teil. Hartmanns Freund Tobias N. spielte dort als Bassist der Band „Hauptkampflinie“. Er und andere Mitglieder von „Blood and Honour“ bildeten das Unterstützernetzwerk des NSU-Kerntrios.
Seit 2004 verkaufte Hartmann auf dem Internetmarktplatz „eGun“ Waffen und Zubehör und gab dazu seinen Klarnamen, seine Adresse und Telefonnummer an. Er tätigte dort 480 Geschäfte, zuletzt im Mai 2019. Zeitweise meldete er diesen Handel als Gewerbe an. 2005 versuchte er unter seinem Pseudonym „Stadtreiniger“, sich Langwaffen, Sprengstoff und Munition zu beschaffen. Gleichgesinnten schrieb er, er befasse sich seit Jahren mit „Kampfsport, Militär, Waffen…“ und den besten Anleitungen für den bewaffneten Kampf. Nach dem NSU-Mord an Halit Yozgat besuchte Hartmann oft eine Internetseite, auf der das Bundeskriminalamt (BKA) um Hinweise zur damals noch ungeklärten NSU-Mordserie bat. Deshalb befragte die Polizei ihn am 12. Juni 2006 als Zeugen. Dabei erklärte er, er habe Yozgat persönlich gekannt und sich deshalb für die Aufklärung des Mordes interessiert. Für den Tatzeitpunkt nannte er ein Alibi. Daraufhin vermerkten die Ermittler die Spur als erledigt, ohne auf Hartmanns rechtsextreme Haltung hinzuweisen.
Am 14. Februar 2009 nahm Hartmann mit Ernsts engem Freund Mike Sawallich in Dresden an einem „Trauermarsch“ von rund 6.000 Neonazis zum Jahrestag der Luftangriffe auf Dresden teil. Am 1. Mai 2009 beteiligte er sich am Angriff auf eine DGB-Kundgebung und wurde deshalb mit Ernst festgenommen, aber nicht verurteilt. 2009 verbreitete Hartmann unter dem Pseudonym „Stadtreiniger“ Hasskommentare auf den Internetseiten einer Lokalzeitung.
2011 stellte die Stadt Kassel Hartmann eine „Unbedenklichkeitsbescheinigung“ nach dem Sprengstoffgesetz aus, mit der er den Umgang mit explosionsgefährlichen Stoffen in Lehrgängen erlernen durfte. Er ließ sich in Kasseler Schützenvereinen zum Sportschützen ausbilden und legte 2012 eine Sachkundeprüfung ab. Laut einer Zeugenaussage übte er in verschiedenen Schützenvereinen das Schießen mit eigenen, scharfen Waffen und lieh diese auch Ernst zum Üben. Dieser sei ein „guter Schütze“ gewesen.
Nach jahrelangem Rechtsstreit genehmigte das Verwaltungsgericht Kassel Hartmann im März 2015 eine Waffenbesitzkarte mit Munitionsberechtigung. 2007 hatte Kassels Stadtverwaltung ihm die Karte verweigert, weil das Amtsgericht Kassel ihn 2006 wegen Verwendens von Kennzeichen verfassungswidriger Organisationen zu einer Geldstrafe verurteilt hatte. 2012 hatte die Stadtverwaltung Hartmanns erneuten Antrag auf eine Waffenbesitzkarte abgelehnt, weil er 2008 an einer NPD-Demonstration teilgenommen hatte, 2009 wegen gefährlicher Körperverletzung und Landfriedensbruch festgenommen worden war und sich unter dem Pseudonym „Stadtreiniger“ in rechtsextremen Foren geäußert hatte. Das LfV lieferte der Stadtverwaltung jedoch keine Informationen über Hartmanns rechtsextreme Aktivitäten seit 2009, etwa über seine aktive Mitgliedschaft in der Neonazigruppe „Freier Widerstand Kassel“. Weil die vom LfV vorgelegten Informationen älter als fünf Jahre waren, begründeten sie nach dem Waffengesetz kein Waffenverbot mehr. Darum hatte Hartmanns Klage gegen die Stadtverwaltung Erfolg. Seitdem besaß er legal drei Kurzwaffen und zwei Langwaffen.
Das LfV Hessen meldete dem Gericht neuere Einträge über rechtsextreme Aktivitäten von Hartmann nicht weiter. So hatte ein V-Mann 2010 erwähnt, dass er an einem Neonazi-Aufmarsch teilnehmen wollte. 2011 hatte das LfV notiert, dass er in einem rechtsextremen YouTube-Kanal antisemitische Videos verbreitete. Im Juni 2020 erklärte der Präsident des LfV Hessen Robert Schäfer, das LfV habe den Eintrag von 2010 nicht als „offene und gerichtsverwertbare“ Information eingestuft und darum nicht weitergegeben. Warum der Eintrag von 2011 nicht weitergegeben wurde, konnte er nicht erklären. Er räumte ein, dass diese Weitergabe Hartmanns Waffenkäufe eventuell verhindert hätte.
Im Oktober 2015 besuchte Hartmann mit Ernst Lübckes Auftritt in Lohfelden, filmte diesen mit seinem Handy und verbreitete jenen isolierten Satz auf YouTube, der Lübcke zum Feindbild im rechten Milieu machte. Das LfV führte Hartmann damals als Anhänger der rechtsextremen Gruppe „Freier Widerstand Kassel“ und wie Ernst als gewaltbereit.
Hartmann gehörte wie Ernst zum Schützenclub Sandershausen und trainierte dort laut dem Vereinsvorsitzenden Schießen mit Bogen und Feuerwaffen. Wegen seiner Vorgeschichte und weil er Ernst ab 2014 beim Anlegen eines Waffenlagers half, vermutete der Landtagsabgeordnete Hermann Schaus im Juni 2019, dass beide zu einer Unterstützerzelle des NSU in Kassel gehört hatten, die im NSU-Prozess nicht aufgedeckt worden war. Vom Herbst 2016 bis 23. Oktober 2018 trainierte Ernst bei der Schützengesellschaft zu Grebenstein mindestens fünfmal das Schießen mit Hartmanns scharfen Waffen. Dieser schoss dort mehr als 30 Mal. Die behördlich nicht registrierte Reservistenkameradschaft „SSG Germania Cassel“, der Hartmann angehörte, hatte den Schießstand einmal im Monat gemietet. So konnte Ernst trotz der ihm fehlenden Waffenbesitzkarte legal den Umgang mit schweren Schusswaffen üben. Im selben Zeitraum radikalisierte er sich laut den Ermittlungen erneut politisch nach rechts.
In Hartmanns Wohnung fanden die Ermittler ein Buch des rechtsextremen Autors Akif Pirinçci, der Lübcke als Redner bei Pegida verleumdet hatte. Hartmann hatte Lübckes Namen in dem Buch mit einem Textmarker gelb markiert. Laut dem Bundesinnenministerium (BMI) stellte die Polizei bis 19. Juli 2019 bei 21 Durchsuchungen der Räume der drei Tatverdächtigen 46 Schusswaffen sicher. Nach Recherchen des Spiegel gehörten mehr als 37 der gefundenen Waffen Hartmann, die übrigen Ernst. Elmar J. besaß keine davon.
Am 22. August 2019 lehnte der BGH Hartmanns Haftbeschwerde ab, weil er Ernst bestärkt habe, ein Attentat „tatsächlich auszuführen“. Beide hätten sich stark über Lübckes Aussage in Lohfelden 2015 erregt und gemeinsame Schießübungen vollzogen. Auch Hartmann selbst habe nach Aussage seiner früheren Lebensgefährtin ein Selbstmordattentat gegen Ausländer erwogen. Obwohl Ernst seine Mordabsicht gegenüber Hartmann nie erwähnt habe, habe dieser „psychische Beihilfe“ zur Tat geleistet, mit ihm an rechten Demonstrationen teilgenommen und Fremdenfeindlichkeit ausgetauscht. Der BGH verwehrte Hartmanns Anwälten Akteneinsicht zur Aussage der Belastungszeugin. Dagegen erwog sein Anwalt eine Verfassungsbeschwerde.
Hartmanns frühere Lebensgefährtin hatte in einem Sorgerechtsstreit schon Ende 2018 ein Familiengericht vor ihm gewarnt: Er besitze illegale Waffen, Chemikalien, eine Drehbank und stelle in seiner Wohnung damit Munition her. Er sei „rechtsextrem“ und stehe den „Reichsbürgern“ nahe. Das Familiengericht leitete diese Vorwürfe offenbar nicht an die Polizei weiter, da die Staatsanwaltschaft Kassel weder 2018 noch 2019 wegen Waffen- oder Sprengstoffdelikten gegen Hartmann ermittelte. Nach Hartmanns Festnahme sagte seine frühere Lebensgefährtin aus, er sei ein gefährlicher Rechtsextremist, habe Ernsts Radikalisierung vorangetrieben und ihn zum Schießtraining ermuntert. Beide hätten gemeinsam AfD-Veranstaltungen besucht. Hartmann habe ihr gegenüber einmal gesagt, falls er unheilbar erkranke, werde er ein Selbstmordattentat begehen und dabei möglichst viele „Kanaken“ mit in den Tod nehmen. Die Anklage gegen ihn auf Beihilfe zum Mord stützt sich auch auf ihre Aussage. Zudem sollen Ermittler im September 2019 einen Briefumschlag in Hartmanns Zelle beschlagnahmt haben, auf dem er sich Termine von früheren AfD-Veranstaltungen und mehrfach den Namen Björn Höcke notiert haben soll. Vermutet wurde, dass er mit Ernst Veranstaltungen Höckes besuchte.
In Hartmanns Garage fanden die Ermittler zahlreiche NS-Devotionalien, darunter eine Büste mit dem Konterfei Adolf Hitlers, eine Plastik von Hermann Görings Kopf und ein handtellergroßes metallisches Hakenkreuz. Auf seinem Mobiltelefon fand sich die Fotografie eines als „Verschlusssache – nur für den Dienstgebrauch“ eingestuften Dokuments der Hessischen Hochschule für Polizei und Verwaltung. Darin ging es um Fahndungen in Fällen „terroristischer Gewaltkriminalität von bundesweiter Bedeutung“. Wie Hartmann an dieses Dokument gelangt war, ist unklar. Ferner besaß er einen Szeneleitfaden mit Tipps, wie Rechtsextreme einer Überwachung durch die Sicherheitsbehörden entgehen könnten. Etwa 250 Chatnachrichten, die Ernst von April bis Juni 2019 über einen verschlüsselten Messenger mit Hartmann ausgetauscht hatte, waren auf ihren Mobiltelefonen gelöscht worden und ließen sich kriminaltechnisch nicht wiederherstellen. Die Bundesanwaltschaft nahm an, dass es „tatbezogene Kommunikation“ war.
Laut Bundesanwaltschaft hat Hartmann für Ernst ein Gewehr auf seine Waffenbesitzkarte eingetragen, ihn an Waffen ausgebildet, mit ihm das Schießen trainiert und so den Mord an Lübcke ermöglicht.

### Elmar J.
Der Trödelhändler Elmar J. war den Behörden bis Juni 2019 unbekannt. Er soll auf seiner Facebookseite Sympathie für die NPD bekundet haben. Die Ermittler fanden Hinweise auf seine rechte Gesinnung, nicht aber politisch motivierte Straftaten. Auch dem Verfassungsschutz war Elmar J. wohl nicht bekannt.
Elmar J. bestritt, dass er Ernst dessen Tatwaffe verkauft habe. Die Generalstaatsanwaltschaft NRW stufte ihn jedoch als rechtsextremen Gefährder ein und setzte eine Ermittlungskommission „Telum“ zu ihm ein. Diese suchte in seinem Umfeld nach möglichen Waffenlagern und Handelswegen illegaler Schusswaffen und befragte insgesamt 150 Personen. So hatte J. regelmäßig mit dem 66-jährigen Waffensammler Dieter R. aus Steinhagen (Kreis Gütersloh) telefoniert und ihn auf Flohmärkten getroffen. 2005 war in R.s Haus ein großes Waffenlager mit gefährlichen Sprengstoffen und 17 „Schießkugelschreibern“ entdeckt worden. Dafür hatte er eine Bewährungsstrafe von 18 Monaten Haft erhalten. 2017 soll R. über den Internethandel von Markus Hartmann ein Werkzeug und einen Kugelschreiber mit einem besonderen Mechanismus gekauft haben. Die Ermittler zum Fall Lübcke vermuteten, dass diese Stifte zu einer Waffe oder einem verbotenen Gegenstand umgebaut werden sollten. Hartmann hatte einen anderen seiner Kunden darauf verwiesen, dass ein solcher Umbau illegal wäre. Laut LKA hatte R. möglicherweise gegen das Waffengesetz verstoßen, nicht aber die Tatwaffe an Elmar J. verkauft und keinen erkennbaren Bezug zum Rechtsextremismus. Ende 2019 fand die lokale Polizei jedoch in R.s Wohnhaus erneut ein großes Waffen- und Sprengstofflager. Wenige Stunden später fanden sie R. tot in seiner Wohnung; er hatte offenbar Suizid begangen. Daraufhin stellte die zuständige Staatsanwaltschaft Bielefeld die Ermittlungen gegen R. ein.
Am 15. Januar 2020 hob der 3. Strafsenat des Bundesgerichtshofs den Haftbefehl gegen Elmar J. auf, weil die bis dahin vorliegenden Ermittlungsergebnisse keinen dringenden Tatverdacht einer Beihilfe zum Mord an Lübcke belegten: Ernst habe von J. zwischen 2014 und 2018 mehrere Waffen gekauft und zum Teil mit Gewinn weiterverkauft. Er habe sich aber nie gezielt nach einer für ein Verbrechen geeigneten Waffe erkundigt. Der BGH verwies das Verfahren zurück an das Landgericht Paderborn.
Gegen J. wurde weiter ermittelt. Ende 2020 bestätigte er dem NDR, dass er Dieter R. seit rund 20 Jahren gekannt, sich regelmäßig auf Flohmärkten mit ihm getroffen und ihn einige Male zuhause besucht habe. Er gab an, nichts zur Herkunft von R.s vielen Waffen zu wissen.

### Alexander S.
Die Ermittler fanden in den verschlüsselten Chats von Ernst und Hartmann über den Messengerdienst Threema den vorbestraften Neonazi Alexander S. aus Alsfeld als dritten Chatpartner. Er gehörte um 2010 zu den führenden Aktivisten der Kameradschaft „Freie Kräfte Schwalm-Eder“ (FKSE), die bis dahin rund 60 zum Teil schwere rechtsextreme Straftaten verübt haben soll. Nach Abbüßen seiner Strafe blieb Alexander S. in der NPD Hessen aktiv und wandte sich später der AfD zu. Ernst erklärte in seinen Verhören, er habe 2017 mit Hartmann und Alexander S. mindestens einmal gemeinsam eine AfD-Demonstration besucht. S. sei ein „Kumpel“ von Hartmann gewesen; beide seien auch einmal zusammen in den Urlaub gefahren. Er selbst habe sich öfter mit S. geschrieben. Inhalte des Briefwechsels gab er nicht an, meinte aber, S. müsse den Hass seiner Kumpel auf Lübcke in ihren Gesprächen mitbekommen haben. Am Nachmittag des 1. Juni 2019, nur Stunden vor Lübckes Ermordung, telefonierten Hartmann und Alexander S. viereinhalb Minuten lang miteinander. S. wird deshalb in Medienberichten zum aktiven rechtsextremen Umfeld des oder der Täter gezählt. Jedoch stuft der Generalbundesanwalt ihn nicht als möglichen Mitwisser oder Beteiligten des Mordes ein.
Nach Recherchen des Hessischen Rundfunks trafen sich S. und Hartmann Mitte November 2015 im Schützenclub Sandershausen und übten dort gemeinsam Schießen mit scharfen Waffen. Am Nachmittag des 1. Juni 2019 waren sie zusammen in der Innenstadt von Kassel unterwegs. Gegenüber Ermittlern sagte S., er sei abends wieder nach Alsfeld gefahren. Hartmann soll Ernst geraten haben, eine verschlüsselte Threema-App für die Kommunikation mit S. zu installieren. Beide löschten kurz nach dem Mord an Lübcke ihre Chatverläufe aus der App. Im Strafprozess erklärte Ernst später, er habe mit S. gechattet, wisse aber nicht mehr, worüber.
Ernsts erster Strafverteidiger Dirk Waldschmidt hatte neben NPD-Funktionären auch den Neonazi Kevin S. von den „Freien Kräften Schwalm-Eder“ juristisch verteidigt.

### Arbeitskollegen
Der 47-jährige Timo A., ein Arbeitskollege von Ernst, hatte laut Ermittlern 2016 einen schwarzen Revolver Smith & Wesson und dazugehörige Munition illegal von Ernst gekauft. Dafür erhielt er einen Strafbefehl über 3000 Euro. Ernst hatte ihn in seinem ersten Geständnis als Waffenkäufer mit ähnlichen politischen Ansichten genannt: Der Kollege habe sich verächtlich über Lübcke geäußert und ihn, Ernst, in seiner Ablehnung Lübckes bestärkt. A.s Anwalt wies dies als „üble Diffamierung“" zurück.
Im Juni 2019 fanden die Ermittler in der Wohnung von Ernsts Arbeitskollegen Jens L. acht Lang- und Kurzwaffen sowie Devotionalien aus der NS-Zeit. Im Februar 2020 sagte Ernst aus, L. habe ihm mehrere Waffen verkauft und nach dem Mord an Lübcke beim Vergraben der Tatwaffe auf dem Firmengelände Schmiere gestanden. Ersteres bestritt L.; die Ermittler hielten seine Aussage für glaubhaft. Die Staatsanwaltschaft Frankfurt fand keine Hinweise, dass L. mit seinen Waffen Anschläge geplant haben könnte.
Im späteren Strafprozess gegen Ernst sagten die beiden Waffenkäufer und zwei weitere Arbeitskollegen als Zeugen aus. Beide hatten Ernst zu einer Kundgebung der „Kagida“ begleitet. Einer teilte Ernsts Ansicht, man dürfe nicht zu viele Flüchtlinge aufnehmen. Der andere war AfD-Anhänger und legte im Pausenraum rechtsextreme Medien aus. Ihm zufolge äußerte Ernst bei der Arbeit unwidersprochen, „Volksverräter“ solle man an die Wand stellen, Migranten in ein Flugzeug setzen und über dem Mittelmeer hinauswerfen. Ernsts Arbeitsstelle erschien somit als unerkanntes Umfeld für rechtsextreme Hetze.

## Kenntnisse der Sicherheitsbehörden

### Aktenvermerke
Seit Dezember 1999 war Stephan Ernst dem Bundesamt für Verfassungsschutz (BfV) als Rechtsextremist bekannt, der bei der NPD Mitglied werden wollte. Das LfV Hessen erfuhr durch V-Leute, dass Ernst Stammtische der Kasseler NPD besuchte. Im März 2000 gab das LfV seinem Mitarbeiter Andreas Temme einen „Ermittlungsauftrag“ zu Ernst. Temme notierte Ernsts Meldeadresse, ein Foto von 1994, seine Vorstrafen und gespeicherten Polizeieinträge: Ernst sei als „gewalttätig und als fremdenfeindlich registriert“. Im Mai 2000 wies das LfV Hessen Temme an, Ernsts Aktivitäten in der Kasseler NPD „sorgfältig zu beobachten“ und durch Quellenbefragung herauszufinden, ob er NPD-Mitglied werden wolle. Demnach hatte das BfV Ernsts Interesse an der NPD dem LfV nicht übermittelt. Nach seinem Parteieintritt am 5. Oktober 2000 erhielt das LfV Ernsts Mitgliedsstammblatt mit Eintrittsdatum und Mitgliedsnummer. Von da an führte es eine Personenakte zu ihm. Diese enthielt bis 2005 Spitzelberichte zu den NPD-Stammtischen in Kassel und zu rund zwölf Besuchen Ernsts bei rechtsextremen Aufmärschen und Szenetreffen, unter anderen in Neumünster, Leipzig, Berlin und Passau beim zweiten „Tag des nationalen Widerstands“. Bei den Stammtischen wurden anstehende Aufmärsche, Kranzniederlegungen zum „Heldengedenken“, Konflikte in der NPD und eine Tarn-Bürgerinitiative gegen den geplanten Bau einer Moschee diskutiert. Laut einem Bericht glorifizierte der alkoholisierte Ernst im April 2000 mit einem Kameraden Adolf Hitler und sang Wehrmachtslieder. Als neues NPD-Mitglied habe er mit dem Kreisvorsitzenden Flugblätter in der Innenstadt verteilt. Bei einem NPD-Stammtisch 2001 habe ein langjähriger Aktivist Poster angeboten, die Osama bin Laden und die Terroranschläge am 11. September 2001 glorifizierten. Auch das Angebot von 2002 an Ernst, den NPD-Kreisvorsitz zu übernehmen, wurde notiert. Seine Bewährungshelfer erfuhren laut ihren Notizen nichts von Ernsts politischen Aktivitäten. 2001 notierte eine Helferin, er wirke „zufrieden und ausgeglichen“. Weil sein Leben „in klaren Bahnen“ verlaufe, habe sie „die Kontaktfrequenz auf ca. 10 Wochen heraufgesetzt“. 2002 erließ man ihm die Bewährungsauflagen endgültig.
Bis 2009 hatte das LfV Hessen Ernst in einem internen Vermerk als gefährlich eingestuft. Er stand damals auch in der Rechtsextremismusdatei des BKA, auf die Polizei und Nachrichtendienste gemeinsam Zugriff haben. Laut Innenminister Peter Beuth hatte Ernst bis 2009 insgesamt 37 Einträge im polizeilichen Informationssystem POLAS.
Nach 2009 soll Ernst keine weiteren Straftaten mehr begangen haben, wurde nicht mehr als rechtsextremer Gefährder eingestuft und laut Angaben aus Sicherheitsbehörden weder durch Polizei noch Verfassungsschutz beobachtet. Das BfV führte laut seinem Chef Thomas Haldenwang keine Personalakte mehr über ihn. Jedoch vermerkte das BfV Ernsts Ausschluss aus der „Artgemeinschaft“ in einem Eintrag.
Nach dem Angriff von Neonazis auf eine DGB-Kundgebung am 1. Mai 2009 berichtete die Dortmunder Polizei dem LKA Nordrhein-Westfalen für jeden der 400 Festgenommenen, ob und wieweit sie polizeibekannt waren. Trotz mehrerer Vorstrafen von Hartmann und Ernst behauptete der Bericht, für sie seien keine politisch motivierten Straftaten bekannt. Weder die Polizei in Dortmund noch in Kassel noch das LfV Hessen erklärten auf Mediennachfragen diese Falschangabe.
Ernsts Akte im Nachrichtendienstlichen Informationssystem (NADIS) wurde aus rechtlichen Gründen („Löschmoratorium“) für Ermittlungsbehörden gesperrt, aber nicht gelöscht. Nach Kritik wurde die 120-Jahre-Sperrfrist für die Akte über NSU-Kontakte von hessischen Rechtsextremisten auf 30 Jahre verkürzt.
Bei den Ermittlungen zum Fall Lübcke befragten die Verfassungsschutzämter bundesweit eine dreistellige Zahl von aktiven V-Leuten im Bereich Rechtsextremismus zu Ernsts Aktivitäten seit 2009. Auch ehemalige V-Leute sollten eventuell nochmals dazu befragt werden. Thomas Haldenwang betonte: Obwohl Ernst von 2009 an den Behörden nicht mehr aufgefallen sei, sei der Mord an Lübcke nicht überraschend, weil jeder zweite Rechtsextremist als gewaltorientiert eingestuft werde. Ernst sei kein V-Mann gewesen; V-Leute in seinem Umfeld würden weiter befragt.
Die Linke in Hessen befragte Beuth im Innenausschuss am 22. August 2019 zu den Kenntnissen der Sicherheitsbehörden: warum das LfV Hessen Ernst seit 2009 nicht mehr als gewaltbereiten Neonazi und Gefährder eingestuft hatte, obwohl er bis mindestens 2011 im „Freien Widerstand Kassel“ aktiv war und danach im Neonazimilieu mit Waffen gehandelt hatte; ob das LfV Hartmann als gewaltbereiten Neonazi eingestuft und eine Akte über ihn geführt habe; ob die Polizei ihn nach dem NSU-Mord an Halit Yozgat 2006 als möglichen Tatbeteiligten verhört habe; ob er dabei eine Bekanntschaft mit dem Opfer andeutete; ob eine rechtsradikale Gesinnung oder politische Straftaten des Waffenhändlers Elmar J. bekannt seien.
Die Experten Malte Lantzsch vom „Mobilen Beratungsteam gegen Rechtsextremismus und Rassismus“ in Kassel und Adrian Gabriel (Die Linke Hessen) sahen schwere Versäumnisse der hessischen Polizei: Schon beim NSU-Mord an Halit Yozgat habe sie viele ihr bekannte Hinweise auf Waffen, Sprengstoff und rechtsterroristische Strukturen nicht weiterverfolgt. Das habe der hessische NSU-Untersuchungsausschuss festgestellt. Aktive Neonazis aus dem Umfeld der früheren FAP, von „Blood and Honour“, „Combat 18“, „Freier Widerstand Kassel“, „Kameradschaft Kassel“ und „Sturm 18“ hätten ihre Kontakte gehalten und seien im derzeitigen Gesellschaftsklima wieder zu Gewalt motiviert. Diese Szene habe den Mord an Lübcke unterstützt. Im Raum Kassel aktive Combat-18-Mitglieder wie Stanley Röske seien extrem gefährlich, weil sie „führerlosen Widerstand“ propagierten. Thorsten Heise, der sich vom Mord an Lübcke distanziert hatte, kenne die aktiven Kasseler Neonazis und habe Kontakt zur Kasseler Hooligan-Szene.
Nach Eigenangaben vom August 2019 besaß das LfV Hessen auch nach 2009 Kenntnisse über Markus Hartmann, die jedoch nicht „gerichtsverwertbar“ gewesen seien und nicht „als Beweismittel offengelegt werden“ konnten. Unklar ist, ob das LfV damit seine Quellen schützen wollte oder Hartmann nach 2009 nicht mehr beobachtete. Es stellte ihm auf Nachfragen der städtischen Waffenbehörde und des Verwaltungsgerichts Kassel kein übliches Behördenzeugnis ohne Quellenangaben aus.
Nachdem das Verwaltungsgericht Wiesbaden einer Klage der Zeitung Die Welt Recht gab, gab das LfV Hessen im September 2019 bekannt, dass Ernst in einem Geheimbericht zum NSU-Umfeld elfmal vorkam, im Bericht von 2014 keinmal. Kassels Neonaziszene stand im Zentrum des Berichts. Dies widersprach Thomas Haldenwangs Angabe, der Verfassungsschutz habe Ernst ab 2009 nicht mehr beobachtet. Unklar blieb, ob der Bericht nur länger zurückliegende Straftaten Ernsts oder auch neuere Vorgänge erwähnte, etwa seinen erneuten engen Kontakt zu Hartmann, seine Radikalisierung und Versuche, sich mit Hilfe von Kasseler Neonazis illegale Waffen für rassistische Anschläge zu besorgen.
Bundesinnenminister Horst Seehofer und Verfassungsschutzchef Thomas Haldenwang hatten Ernst als „Schläfer“ eingestuft. Dem widersprach Exif wegen der aufgedeckten gemeinsamen Aktivitäten von Ernst und Hartmann nach 2009: „Ernst war kein Schläfer, sondern ein durch und durch gewalttätiger Neonazi, der jederzeit für die Behörden greifbar war. Nun muss geklärt werden, ob der Verfassungsschutz […] die Öffentlichkeit und Politik erneut bewusst desinformiert haben oder wie es sein kann, dass sie bei dem immensen Personal- und Geldaufkommen die Aktivitäten von Ernst und Hartmann nicht beobachteten.“
Im Oktober 2019 gab das LfV Hessen das Protokoll einer Befragung im hessischen NSU-Untersuchungsausschuss frei. Dieser hatte die LfV-Mitarbeiterin Karin Emich am 21. Dezember 2015 zu ihrem 15-seitigen Bericht über Neonazis in Nordhessen von 2009 befragt. Nach ihren Angaben diente der Bericht als Überblick für die weitere Beobachtung der Neonazis, zu denen Ernst und Hartmann gehörten. Alexander Eisvogel, der damalige Leiter des LfV, hatte Ernst in dem Bericht handschriftlich in roter Farbe als „brandgefährlich“ markiert, nachdem er die LfV-Mitarbeiter zu ihm befragt hatte. Emich sagte dazu, Ernst sei 2009 nicht als Rechtsterrorist, aber als gewaltbereit und daher besonders zu beachten eingestuft worden. Welche Folgen das hatte, blieb unklar, weil Emich Ernsts Akte 2015 nicht mehr einsehen konnte. Diese hatte das LfV 2014 gesperrt, weil es nach Eigenangaben keine neuen Erkenntnisse über Ernst hatte. Die Akte blieb nur erhalten, weil zur Aufarbeitung des NSU-Komplexes ab 2012 ein bundesweites Löschmoratorium galt.
Am 10. Juli 2019 übergab das LfV Hessen dem Generalbundesanwalt Ernsts Personenakte. Am 2. Oktober 2019 übersandte der Verfassungsschutz dem Generalbundesanwalt die Geheimberichte von 2013 und 2014 zur Aufklärung der NSU-Morde. Peter Beuth behauptete dazu, die Personenakte habe schon alle Informationen über Ernst enthalten, und bestritt, dass Hartmann in den Geheimberichten vorkomme. Dem widersprach der Generalbundesanwalt im Januar 2020: Die Berichte hätten ihm vorher nicht bekannte Erkenntnisse zu den beiden enthalten. Nach seinen Angaben waren die Geheimberichte zum Teil geschwärzt, „soweit ersichtlich“ bei Angaben über Quellen, Mitarbeiter und die Arbeitsweise der Nachrichtendienste. Der Verfassungsschutz habe die gelieferten Dokumente als „nicht gerichtsverwertbar“ eingestuft, ihm aber zugesagt, weitere gerichtsverwertbare Dokumente vor Anklageerhebung zu liefern. Der Vorgang bestärkte die Kritik am LfV Hessen: Es habe den Ermittlern zum Mordfall Lübcke monatelang relevante Informationen vorenthalten und setze dies fort. Während eine Grünenabgeordnete dem Generalbundesanwalt vorwarf, er habe die hessischen Geheimberichte zu spät angefordert, kritisierte die Abgeordnete der Linken Martina Renner, dem LfV Hessen sei „der Schutz seiner V-Leute wieder einmal wichtiger als die Aufklärung eines Mordes“.
Auf Presseanfragen behauptete das LfV Hessen bis Dezember 2019 tatsachenwidrig, der Name Markus Hartmann komme in den beiden Geheimberichten von 2013 und 2014 nicht vor. Nachdem der Generalbundesanwalt dies entkräftete, erklärte das LfV, eine vollständige Erfassung aller Neonazis Hessens habe man damals nicht beabsichtigt, sondern nur jener mit „direkten oder indirekten Bezügen zum NSU und seinem Umfeld“ und Waffenbesitz. Die Frankfurter Rundschau kritisierte, das LfV habe die Gefährlichkeit von Hartmann wie die von Ernst fahrlässig unterschätzt. Die angegebene Begründung treffe bei Hartmann nicht zu, da er in jenen Jahren Waffen besessen, an andere militante Neonazis verkauft, sich auffällig für den NSU-Mord an Halit Yozgat interessiert hatte und deswegen verhört worden war. Dass Ernst im NSU-Bericht von 2013 elfmal, 2014 keinmal genannt wurde, Andreas Temme hingegen 2013 zweimal, 2014 sechsmal, sein Mitarbeiter Benjamin Gärtner erst 19-mal, dann sechsmal, müsse erklärt werden. Die Geheimhaltung der NSU-Berichte für weitere 30 Jahre sei daher nicht zu rechtfertigen.
Wegen all dieser Unklarheiten beschlossen die Oppositionsparteien im Landtag Hessen Ende Oktober 2019, einen Untersuchungsausschuss zum Behördenwissen über Ernst, sein Umfeld und möglichen Bezügen zum NSU einzusetzen. Der Ausschuss sollte einen möglichst umfassenden Auftrag erhalten, um neue Erkenntnisse einzubeziehen. Dass Hessen kein Untersuchungsausschussgesetz hat, verzögerte die Einsetzung.
Die nach Ernst Festnahme eingesetzte Sondereinheit Biarex („Bearbeitung integrierter bzw. abgekühlter Rechtsextremisten“) fand bis Ende März 2020 heraus, dass das LfV Hessen mindestens 20 aktive hessische Rechtsextreme, darunter Ernst (2015) und Hartmann (2016), jahrelang falsch als „abgekühlt“ eingestuft, darum nicht mehr beobachtet und ihre Akten aus den Polizeidatensystemen ausgesondert hatte. Begründet wurde dies jeweils mit ihrer angeblich seit fünf Jahren „unauffälligen Vita“. 150 weitere „abgekühlte“ Personenfälle überprüfte die Sondereinheit noch, 200 rechtsextreme „Sachverhalte“ empfahl sie bis März 2020 zur „erneuten fachlichen Befassung“. 678 Akten von hessischen Rechtsextremen blieben nur wegen des Löschmoratoriums von 2012 erhalten und wurden gesperrt. Die Akten zu falsch eingestuften Fällen wurden wieder entsperrt. Dies erklärte Innenminister Beuth als Antwort auf eine parlamentarische Anfrage der Linkspartei. Der angestrebte Untersuchungsausschuss sollte die Akten vollständig prüfen und erwarteten weiteren Fehleinschätzungen des LfV nachgehen.
Nach Recherchen von NDR und Zeit Online unterzogen das BfV und Hessens Polizei Hartmann 2019 einer Sicherheitsüberprüfung, weil er für einen Hersteller von Rüstungsgütern arbeitete. Nach Aussage eines Firmensprechers arbeitete er in der Produktion von Fahrzeugen und hatte keinen Zugang zu sensiblen Dokumenten oder Waffen. Von seiner rechtsextremen Haltung habe die Firma nichts gewusst. Am 7. Juni 2019, fünf Tage nach Lübckes Ermordung, teilte das Polizeipräsidium Nordhessen dem Verfassungsschutz mit, zu Hartmann gebe es „keine aktuellen staatsschutzpolizeilichen Erkenntnisse“. Damals waren weder Ernst noch seine mutmaßlichen Helfer als Tatverdächtige bekannt. Bei Hartmanns Festnahme am 15. Juni war seine Sicherheitsprüfung noch nicht abgeschlossen. Er selbst hatte den Haftrichter laut den Recherchen auf die Sicherheitsüberprüfungen seines Arbeitgebers hingewiesen und argumentiert, wenn er in so einer Firma arbeiten dürfe, könne er wohl kaum so gefährlich sein. Das BfV, das LKA Hessen und Hartmanns Anwalt lehnten es ab, sich zu dem Vorgang zu äußern.
Im Mai 2020 betonte das LfV Hessen, weder Hartmann noch Ernst seien jemals als V-Personen für das Amt tätig gewesen. Nach Akten aus dem Jahr 2010 hatte das LfV damals keine ausreichenden Einblicke in die rechtsextreme Szene der Region Kassel und besaß nur „Randerkenntnisse“ zu einzelnen Personen, aber kaum Meldungen zu Gruppen wie dem „Freien Widerstand Kassel“. Dort waren Hartmann und Ernst damals aktiv. Die Verfassungsschützer vermerkten ihren Wunsch für eine bessere „Zugangslage“ zur Neonaziszene um Hartmann, wollten dazu einen V-Mann an sie heranführen und weitere V-Personen anwerben.
Der hessische Untersuchungsausschuss begann seine Arbeit im Juni 2020 und wollte auch überprüfen, warum der hessische Verfassungsschutz seine Erkenntnisse über Hartmanns andauernde neonazistische Aktivitäten nicht an die Waffenbehörde weitergab, so dass er legal Waffen besitzen und an Ernst weitergeben konnte. Laut Ausschussmitgliedern gebe dieser „schwere Fehler“ Anlass, Abläufe und Strukturen beim Verfassungsschutz und den Ermittlungsbehörden zu überprüfen.
Das LfV Hessen besaß eine Fotografie der Teilnehmer an der von Heise organisierten Sonnenwendfeier vom Juni 2011, hatte diese aber nicht Ernst zugeordnet und ihn auch darum 2015 als „abgekühlt“ eingestuft. Erst nach dem Mord an Lübcke entdeckte das LfV, dass Ernst auf dem Foto abgebildet war. Im Oktober 2020 gab es den Fund der Fotografie bekannt und bestätigte Ernsts Kontakte zu Thorsten Heise. Man habe den Fund im Juli 2019 der Bundesanwaltschaft, im November 2019 auch dem Innenausschuss des hessischen Landtags mitgeteilt. Gleichwohl blieb das LfV dabei, dass Ernst nach 2009 nicht mehr als Neonazi aufgefallen sei. Der Lübcke-Untersuchungsausschuss kritisierte die späte Bekanntgabe des Fotos, das Ernsts „Abkühlung“ nach 2009 widerlege. Er forderte, ihm entsprechende Geheimdienstunterlagen unverzüglich vorzulegen. Das Oberlandesgericht Frankfurt verweigerte dem Ausschuss wegen des noch laufenden Verfahrens bis dahin Einblick in Prozessakten. Dagegen wollte der Ausschuss klagen, da Ernsts Neonazi-Umfeld im laufenden Strafprozess bis dahin kaum behandelt worden war.

### V-Leute im Täterumfeld
Im Jahr 2006 beobachtete der V-Mann Benjamin Gärtner die nordhessische Neonaziszene und hatte auch mit Ernst Kontakt. Beide telefonierten öfter miteinander; dabei nannte Gärtner trotz seiner Verschwiegenheitspflicht Ernst einmal auch den Namen seines Vorgesetzten Andreas Temme. Ernsts Anwalt Frank Hannig bestritt später einen direkten Kontakt Temmes zu Ernst.
Temme war am 6. April 2006 beim Mord an Halit Yozgat in Kassel am Tatort gewesen, hatte sich als einziger Anwesender nicht als Zeuge gemeldet und dann falsche Angaben gemacht. Daher stand er zeitweise selbst unter Mordverdacht. Am Tag des Mordes hatte er mehrmals mit seinem V-Mann Gärtner telefoniert, einmal mehr als elf Minuten lang. Die Ermittler fanden damals in seiner Wohnung Kleidung mit Emblemen der Hells Angels, Drogen, illegale Munition und große Mengen rechtsextremen Propagandamaterials, darunter eine Ausgabe von Adolf Hitlers „Mein Kampf“ und seitenlange handschriftliche Abschriften daraus. Nach seiner Aussage im NSU-Ausschuss stammten die Abschriften noch aus seiner Jugendzeit, als er in seinem Heimatdorf den Spitznamen „Klein Adolf“ trug.
Im Februar 2016 befragte der NSU-Untersuchungsausschuss Hessen den V-Mann Benjamin Gärtner auch zu Ernst und dessen Kontakten zu anderen Rechtsextremen. Gärtner gab an, er kenne Ernst nur unter dem Spitznamen „NPD-Stephan“, und machte keine näheren Angaben zu ihm. Darum wurde Ernst nicht zum Umfeld des NSU gezählt. Der hessische Verfassungsschutz gab das Protokoll der V-Mann-Befragung von 2016 und seine Kenntnisse von möglichen Kontakten Ernsts bisher nicht frei. Die Bundesanwaltschaft führte Gärtner (Tarnname „Gemüse“) ab 2011 auf einer Liste von 35 Kontaktpersonen des NSU, denen sie eine „besondere Bedeutung“ beimaß, auf Platz 11. Nach dem Lübcke-Mord wurde vermutet, dass Gärtner Informationen des hessischen Verfassungsschutzes an Rechtsextreme weitergegeben und mehr über Ernst gewusst hatte, als er dem NSU-Ausschuss gesagt hatte.
Nach Angaben Peter Beuths vom Oktober 2019 war Temme als Beobachter der rechtsradikalen Szene in Nordhessen mit Ernst „dienstlich befasst“ und hatte möglicherweise auch zu Hartmann Kontakt. Ernst selbst habe nicht mit dem LfV Hessen zusammengearbeitet. Temme hatte im Jahr 2000 mindestens zwei Verfassungsschutzberichte über Ernst unterzeichnet. Beuth betonte, das sei nicht verwunderlich, da Temme Informationen über die Neonaziszene in Hessen sammeln sollte, zu der Ernst gehörte.

## Reaktionen

### Hasskommentare und Drohungen
In sozialen Medien äußerten Rechtsextreme und Rechtspopulisten vielfach offen Freude über Lübckes Erschießung, beleidigten und verhöhnten den Getöteten und kündigten weitere Morde an. Das Video mit Lübckes Zitat von 2015 wurde erneut verbreitet und kommentiert. Ein Post lautete: „Der Volksschädling wurde jetzt hingerichtet.“ Journalisten dokumentierten nun auch frühere derartige Kommentare. Bis zum 24. Juni 2019 löschte Facebook laut Nick Clegg jede Verherrlichung des Mordes an Lübcke von seinen Seiten.
Die Internetplattform YouTube ließ jahrelang einige Hasskommentare unter dem Lohfelden-Video stehen oder ließ neue zu, lehnte Beschwerden dazu ab oder beantwortete sie nicht fristgerecht. Darunter waren Gewaltaufrufe wie „Schlagt diesen elenden Volksverräter nieder!“ und Kommentare wie „Ich habe kein mitleid mit Lübke! das was ihm passiert ist war gerecht !!!“ Bis Juni 2020 hatte keine Staatsanwaltschaft Ermittlungen gegen die Urheber solcher Hassposts eingeleitet.
Max Otte, damaliges Mitglied der CDU und des CDU-nahen Vereins Werteunion, schrieb im Juni 2019 auf Twitter, der „#Mainstream“ habe endlich eine „neue NSU-Affäre“, um gegen die „rechte Szene, was immer das ist“, zu hetzen. Nach heftigen Protesten löschte er seinen Tweet und distanzierte sich davon. Später sprach er der Familie sein Beileid aus. Wegen des Tweets bat die Vereinsführung der Werteunion die CDU-Führung, Ottes Parteiausschluss zu prüfen. Der AfD-Kreisvorsitzende im Kreis Dithmarschen Mario Reschke bezweifelte einen Mord an Lübcke, verglich dessen Tod zuerst mit dem mutmaßlichen Suizid des FDP-Politikers Jürgen Möllemann (2003) und sprach dann von „gezieltem Rufmord“, nach dem „der Betreffende“ „einfach mal tot“ aufwache. Aufrufe, den Kommentar zu löschen und sein Mandat niederzulegen, wies er zurück. Am 26. Juni blieb Ralph Müller (AfD) beim Gedenken für Lübcke im Bayerischen Landtag sitzen. Am 27. Juni nannte Wolfgang Gedeon (AfD) den rechtsextremen Terror einen „Vogelschiss“ im Vergleich zu islamistischem und linksextremem Terror in Deutschland. Andere AfD-Vertreter verteidigten die Vorfälle.
Teilnehmer einer Pegida-Kundgebung in Dresden äußerten sich gegenüber Journalisten des ARD-Magazins Kontraste gleichgültig bis zustimmend zum Mord an Lübcke. Einzelkommentare waren: Im Vergleich zur linksextremen Gefahr sei ein Mord, „alle zwei, drei Jahre, aus irgendwelchen Hass-Gründen, relativ normal“; „Das ist ja bald eine menschliche Reaktion“; „Ja, wie es in den Wald hinein gerufen wird, so schallt’s wieder raus“; „Da müssen Sie sich bei Frau Merkel bedanken wegen Lübcke hier.“
Am 5. Juni 2019, als der Hauptverdächtige noch unbekannt war, erhielt die Rechtsanwältin Seda Basay-Yildiz einen Drohbrief per Fax mit der sinngemäßen Aussage: „Wir haben Walter Lübcke getötet. Bald bist Du dran!“ Der Brief war wie fünf frühere derartige Drohungen unter anderem mit NSU 2.0 unterzeichnet.
Am 18. Juni 2019 erhielten die Kommunalpolitiker Henriette Reker und Andreas Hollstein, die rechtsextreme Attentate auf sich überlebt hatten, gleichlautende E-Mails eines anonymen Erpressers. Er forderte 100 Millionen Euro in Bitcoins und drohte, andernfalls werde man sie und weitere Politiker „hinrichten“ lassen. Mit Lübcke sei eine „Phase bevorstehender Säuberungen“ eingeleitet worden. Er schloss mit dem Hitlergruß.
Am 28. Juni 2019 schrieben Unbekannte in Berlin-Mitte den Hetzspruch „Lübcke hat bezahlt, Merkel noch nicht“ auf eine Baustellenplane. Der Staatsschutz ermittelt dazu. Am 29. Juni sandten Unbekannte dem SPD-Politiker Martin Dulig den täuschend echten Nachbau eines Sturmgewehrs per Post. Dies wurde weithin als symbolische Morddrohung verstanden, weil Duligs Engagement für Flüchtlinge bekannt ist. Zudem griffen Neonazis Duligs Sohn an. Die rechtsextreme Gruppe Nordkreuz aus Mecklenburg-Vorpommern wollte Leichensäcke und Ätzkalk für Angriffe auf politische Gegner bestellen. Auf einer Internetseite wurden prominente Flüchtlingshelfer angeprangert und bedroht, bis das Landeskriminalamt Berlin die Seite sperren ließ.
Am 28. Juni 2019 erschien im Internet ein als echt eingestuftes Video von „Combat 18“. Darin bestreitet eine mit Sturmhaube, Handschuhen und dunkler Kleidung verhüllte Person Kontakte von Ernst zur Gruppe. Medienberichte dazu seien falsch. Die Recherchegruppe Exif identifizierte den Sprecher als Dortmunder Rechtsextremen, der 2007 wegen eines Raubüberfalls auf einen Tunesier verurteilt worden und Brieffreund der NSU-Terroristin Beate Zschäpe war. Ab Juli 2019 erhielten mehrere Journalisten, die zum Mord an Lübcke und zur rechtsextremen Szene recherchierten, anonyme Drohbriefe mit weißem Backpulver. Vermutet wurde, dass Combat 18 diese Briefe versandte.
Siemens-Chef Joe Kaeser hatte sich öffentlich für die Seenotrettung Geflüchteter und gegen rassistische Äußerungen der AfD-Politikerin Alice Weidel positioniert. Im Juli 2019 erhielt er eine Morddrohung per E-Mail: Er werde „der nächste Lübcke“ werden. Die Absenderadresse „adolf.hitler@nsdap.de“ war den Behörden schon aus einem anderen Fall bekannt.
Am 22. Juli 2019, dem achten Jahrestag der rechtsextremen Anschläge in Norwegen 2011, verletzte Roland K. in Wächtersbach mit gezielten Schüssen einen dunkelhäutigen Geflüchteten aus Eritrea schwer. Hasskommentare verknüpften diese Tat mit dem Mord an Lübcke und drohten weitere solche Taten an, etwa Posts wie „nach all den Übergriffen durch Migranten greifen die Menschen zur Selbstjustiz“. Darum warnten Experten der Sicherheitsbehörden: Rechte griffen in der wahnhaften Annahme, Deutschland erleide einen „Volkstod“ durch Migranten, immer öfter zu mörderischer Gewalt. Jede derartige Tat ermutige Nachahmer, ebenso zu handeln.
Absender, die sich „Staatsstreichorchester“ nannten, verschickten bundesweit Drohmails, die sich öfter auf den Mord an Lübcke bezogen. An die damals in der Seenotrettung aktive Kapitänin Carola Rackete schrieben sie: Sie stehe jetzt „auf der Todesliste“, solange sie nicht endlich die Geflüchteten „im Meer ersaufen“ lasse. Hessens Ministerpräsident Volker Bouffier drohten sie, auch er stehe auf der „Abschussliste“: „Walter Lübcke war nicht der letzte Politiker, sondern der erste.“
Im September 2019 erhielt Mike Mohring, der Fraktions- und Parteichef der CDU Thüringen und Spitzenkandidat für die bevorstehende Landtagswahl, eine Postkarte mit der Morddrohung: Er sei [nach Lübcke] „Nummer zwei, die demnächst einen Kopfschuss“ erhalte. Der anonyme Absender beschimpfte ihn zudem wegen seiner christlichen Haltung und bezeichnete die Bundesrepublik als Unrechtsstaat. Daher vermutete das ermittelnde Landeskriminalamt Thüringen einen „Reichsbürger“ als Autor. Mohring erhielt verstärkten Polizeischutz. CDU-Vertreter verwiesen im Landtag auf eine Hotline für bedrohte Kommunalpolitiker. Thüringens Innenminister Georg Maier (SPD) forderte erneut ein erhöhtes Strafmaß bei übler Nachrede gegen Kommunalpolitiker. Der Politikwissenschaftler
Hans-Gerd Jaschke hielt es für praktisch unmöglich, allen von rechts bedrohten Kommunalpolitikern Personenschutz zu gewähren.
Am 16. November 2019 erhielt Oldenburgs Polizeipräsident Johann Kühme eine Mail mit der Drohung, man werde ihn erschießen: „Nicht heute, nicht morgen, denk einfach an Lübcke“. Kühme hatte zuvor AfD-Bundestagsabgeordnete kritisiert, die „muslimische Mitbürgerinnen und Mitbürger als Kopftuchmädchen und Messermänner bezeichnen oder die Nazi-Gräueltaten als Vogelschiss in der deutschen Geschichte verharmlosen“. Die AfD hatte Kühme vorgeworfen, seine Kritik verletze seine Neutralitätspflicht als Beamter. Staatsschützer erstellten eine Gefährdungsanalyse und verschärften ihren Schutz für Kühme. Dieser bekräftigte, die Morddrohung werde ihn nicht abhalten, „die Entgleisungen auch von einzelnen AfD-Politikern anzuprangern“.
Seit dem Mord an Lübcke wurde bekannt, dass viele Lokalpolitiker in Deutschland seit 2015 ebenso von Rechtsextremen bedroht werden. Laut einer Umfrage des Magazins „Kommunal“ unter rund 1000 deutschen Bürgermeistern hatten rund 40 % der Kommunalverwaltungen bereits mit Stalking, Beschimpfungen und Drohungen zu tun, davon rund 20 % durch Hassmails. 7,8 % der Befragten (2017: ~6 %) gaben an, sie selbst oder andere Gemeinderatsmitglieder seien körperlich angegriffen worden. Zwei % der 1055 Befragten waren selbst körperlich angegriffen worden, 20 % hatten Hassmails oder andere Einschüchterungsversuche erhalten, gut 25 % wurden direkt, 50 % über soziale Netzwerke beschimpft, bedroht oder beleidigt, in 41 % aller Fälle wegen der Flüchtlingspolitik. 2017 waren 650, 2019 bereits 900 Kommunen von solchen Drohungen betroffen. 2018 registrierte das BKA 1.256 Straftaten gegen Amts- und Mandatsträger, davon 43 Gewalttaten (2016: 41; 2017: 65). Auch Bundespolitiker wie Claudia Roth und Cem Özdemir erhielten 2019 Morddrohungen. 95 % aller angezeigten Fälle von Hasskriminalität beruhten nach einer repräsentativen Opferbefragung in Schleswig-Holstein und Niedersachsen auf Fremdenfeindlichkeit bzw. Rassismus. 40 % der Gemeinderäte und 20 % der Bürgermeister zeigten 2018 Beleidigungen, Drohungen und Gewalt an; mehr als 1200 Straftaten gegen Amtsträger wurden aktenkundig. Bei einem Empfang im Juli 2019 berichteten 13 Bürgermeister dem Bundespräsidenten von solchen Erfahrungen. Leipzigs Bürgermeister Burkhard Jung betonte, die erstarkende Rechte verbreite „planvoll“ Angst und plane strategisch den Umbau des Staats. Diese Gefahr werde immer noch zu wenig beachtet.
Die Heinrich-Böll-Stiftung veröffentlichte am 28. Januar 2021 eine Studie zu Gewalterfahrungen von 50 interviewten Kommunalpolitikern. Ein Drittel davon berichteten von tätlichen Übergriffen, die Hälfte von Bedrohungen, fast alle von Beleidigungen wegen ihres politischen Engagements.
Im Sommer 2020 wurde eine Schule in Wolfhagen zum Gedenken an Lübckes Engagement für Demokratie und Geflüchtete nach ihm benannt. Am 29. Januar 2021, einen Tag nach dem Gerichtsurteil gegen Lübckes Mörder, erhielt die Walter-Lübcke-Schule eine Bombendrohung. Der Absender bezog sich auf die Drohserie „NSU 2.0“ und hatte Datum und Adressaten seiner Drohmail offenbar wegen des Urteils am Vortag gewählt.

### Politik
Nach dem Mord an Lübcke verurteilten viele hochrangige Politiker die Hasskommentare gegen ihn. Bundespräsident Frank-Walter Steinmeier nannte sie am 5. Juni „zynisch, geschmacklos, abscheulich, in jeder Hinsicht widerwärtig“. Nach Ernsts Festnahme ergänzte er: „Wo die Sprache verroht, ist die Straftat nicht weit.“
Bundesjustizministerin Katarina Barley begrüßte, dass der Generalbundesanwalt die Ermittlungen übernommen hatte. Als „Lehre aus der Mordserie des NSU“ würden heute auch rechtsextreme Motive von Straftaten viel früher und intensiver geprüft. Der Staat müsse zivilgesellschaftlich engagierte Personen stärker gegen Einschüchterungen und Bedrohungen schützen.
Horst Seehofer wertete den Mord als „Alarmsignal“: „Der Rechtsextremismus ist eine erhebliche und ernstzunehmende Gefahr für unsere freie Gesellschaft.“
Der frühere CDU-Generalsekretär Peter Tauber meinte, die AfD habe „mit der Entgrenzung der Sprache den Weg bereitet für die Entgrenzung der Gewalt“. Er nannte namentlich: „Erika Steinbach, einst eine Dame mit Bildung und Stil, demonstriert diese Selbstradikalisierung jeden Tag auf Twitter. Sie ist ebenso wie die Höckes, Ottes und Weidels durch eine Sprache, die enthemmt und zur Gewalt führt, mitschuldig am Tod Walter Lübckes.“ Im Februar 2019 hatte die aus der CDU ausgetretene, AfD-nahe Erika Steinbach Lübckes Aussagen von 2015 in sozialen Medien erneut skandalisiert, aber Todesdrohungen darunter bis nach dem Mord stehen lassen. Wegen der rechtsextremen Mordanschläge auf Staatsvertreter forderte Tauber, die Grundrechtsverwirkung nach Artikel 18 GG erstmals anzuwenden und verfassungsfeindliche Beamte zu entlassen, um den Staat und seine Organe im Sinne der „wehrhaften Demokratie“ zu schützen. Die CDU müsse gegen Befürworter einer CDU-AfD-Koalition eine klare Grenze nach rechts ziehen. Er zitierte den Weimarer Reichskanzler Joseph Wirth, der 1922 nach der Ermordung von Walther Rathenau im Reichstag an die Adresse der Mordhetzer gesagt hatte: „Da steht der Feind, der sein Gift in die Wunden eines Volkes träufelt. – Da steht der Feind – und darüber ist kein Zweifel: Dieser Feind steht rechts!“
Auch die CDU-Vorsitzende Annegret Kramp-Karrenbauer machte die AfD für das geistige Klima mitverantwortlich, in dem Lübcke ermordet wurde. Sie schloss eine Zusammenarbeit mit der AfD auch gegen AfD-nahe CDU-Mitglieder dauerhaft aus: Wer sich das Mordopfer vorstelle, werde „nie mehr auf die Idee kommen, dass man mit einer Partei wie der AfD als Christdemokrat zusammenarbeiten kann“.
Mit Hinweis auf 226 rechtsextreme Morde in der Bundesrepublik seit 1970 forderte Ex-CDU-Generalsekretär Ruprecht Polenz seine Partei auf, sich wie Lübcke klar für Humanität einzusetzen und ihren Konservatismus gegen völkischen Nationalismus abzugrenzen, etwa mit der Parole „Freiheit statt Faschismus“.
Michael Brand, Sprecher der CDU/CSU-Bundestagsfraktion für Menschenrechte und ein Freund Lübckes, mahnte die Unionsparteien, „mit wehrhafter Haltung und kämpferischem Einsatz“ gegen die AfD und das Sympathisantenumfeld rechtsextremen Terrors für die Stabilität der Demokratie einzutreten. Das „Abdriften von Teilen der gesellschaftlichen Mitte an die Ränder“ lasse sich nicht dadurch stoppen, „dass wir den Parolen der Ränder folgen. Damit verstärken wir sie nur.“ Die Demokraten hätten sich zu wenig gegen das „immer aggressivere Hetzen gegen die offene Gesellschaft und den demokratischen Rechtsstaat“ gewehrt. Das „Aufrütteln der bislang schweigenden Mehrheit“ sei zwingend geboten: „Die Zeiten für nicht mehr erkennbare Haltung sind, zumal nach diesem Mord, endgültig vorbei.“
Bundestagspräsident Wolfgang Schäuble sagte im Bundestag, dass Lübcke „öffentlich für das eintrat, worauf unsere offene Gesellschaft aufbaut: für Anstand, Toleranz und Menschlichkeit.“ Er kritisierte „die Abgründe an Häme und Hass inmitten unserer Gesellschaft gegenüber denen, die in unserem Land Verantwortung übernehmen“, und bezeichnete die Hetze als Nährboden für die Gewalt: „Wer diesen Nährboden düngt, macht sich mitschuldig. Das sollte jetzt auch der letzte verstanden haben.“ Er erhielt anhaltenden Applaus aus allen Fraktionen außer der der AfD.
Am 27. Juni 2019 warf Martin Hess (AfD) im Bundestag den übrigen Parteien vor, das Gedenken an Lübcke zum Hetzen gegen die AfD zu „missbrauchen“. Er rief zu „verbaler Abrüstung“ auf und sprach von einem „Vernichtungsfeldzug“ gegen die AfD.
In Gesprächen mit dem Journalisten Hasnain Kazim machten viele CDU-Politiker Lübcke für seine Ermordung mitverantwortlich, etwa mit folgenden Aussagen: „Traurig, aber warum musste er sich auch so äußern?“ oder „Er hat sich leider sehr weit aus dem Fenster gelehnt.“

### Medien
Nach Ernsts Festnahme verglichen Journalisten den Mord an Lübcke mit der Mordserie des NSU (2000–2007), dem Attentat auf Henriette Reker (2015) und dem Anschlag auf Andreas Hollstein (2017). Annette Ramelsberger (SZ) sprach von einer „braunen RAF“, die nicht straff organisiert sei, aber zuschlage, wo immer möglich. Eine laute, menschenverachtende Sympathisantenszene unterstütze solche Taten. Ihr Hass sickere „vom Rand in die Mitte der Gesellschaft“, auch in die Polizei. Wegen ihrer langen Duldung der Ausschreitungen in Chemnitz 2018 und der mit „NSU 2.0“ unterzeichneten Drohbriefe von Polizisten sähen rechtsextreme Gewalttäter sie kaum als Gegner, sondern als mögliche Verbündete gegen Linke.
Toralf Staud (Deutschlandfunk) forderte ein genaueres Bild des Rechtsterrorismus von den Sicherheitsbehörden. Ein oder zwei Täter hätten Lübcke wohl nach dem Konzept „führerloser Widerstand“ ermordet, wie beim NSU ohne Bekennerschreiben, um politische Gegner zu verunsichern.
Heike Kleffner kritisierte: Die deutschen Sicherheitsbehörden würden „wider besseres Wissen die Kontinuitäten des neonazistischen Terrorismus schlichtweg verleugnen“. Seehofer habe erst nach dem Fund der DNA von Stephan Ernst am Tatort eingeräumt, dass der Rechtsextremismus „zu einer echten Gefahr“ geworden sei. Kleffner verwies auf rund 24 Todesopfer von rassistischen und rechtsextremen Gewalttaten seit der Selbstenttarnung des NSU im November 2011, auf die Urteile gegen die Gruppe Freital, die Brandanschlagsserie in Neukölln und hunderte von mit Internetkampagnen mit Mord bedrohten Kommunalpolitikern, etwa Erich Pipa (SPD) im Main-Kinzig-Kreis, Henriette Reker und Andreas Hollstein: „Doch Forderungen, die Sicherheitsbehörden müssten dringend die fatale Wechselwirkung von rechtsextremen Onlinekampagnen und organisierten rechten Netzwerken in den Blick nehmen, verhallten nahezu ungehört. […] Die Angreifer erhielten stets das Label des ‚radikalisierten Einzeltäters‘.“ Statt Warnungen des BKA im Februar 2018 vor „entschlossenen, irrational handelnden oder fanatisierten Einzeltätern“ gegen Geflüchtete und Politiker habe Seehofer eher dem langjährigen BfV-Präsidenten Hans-Georg Maaßen vertraut. Dieser habe die rassistischen Gewalttaten und Hetzjagden vom August 2018 in Chemnitz „schlichtweg geleugnet und Videobeweise diskreditiert“. Unter ihm habe das BfV die Bekämpfung des Rechtsextremismus allenfalls als „lästige Nebensache“ behandelt, unbeirrt am V-Leute-System und dem Prinzip „Quellenschutz vor Strafverfolgung“ festgehalten und damit alle Aufklärungsbemühungen „systematisch blockiert“: „Dies war politisch gewollt.“
Nils Markwardt (Republik.ch) widersprach Seehofer: Lübckes hinrichtungsartige, offenbar geplante Ermordung bedeute keine „neue Qualität“ im bundesdeutschen Rechtsextremismus. Dessen „blutige Spur“ werde nur allzu oft verdrängt. Ob und wie genau Lübckes Mörder dem von Rechtsextremen kultivierten „führerlosen Widerstand“ folgte, sei noch zu ermitteln. In jedem Fall diene seine Tat der schleichenden Chaotisierung der Verhältnisse mit dem Ziel eines (Bürger-)Krieges. Dieser sei der Kern neonazistischer Ideologie, die fast nur über die ständige Produktion von Feindbildern funktioniere und den Mangel an Theorie mit dem „Zwang zur paramilitärischen Dauermobilisierung“ ausgleiche. Schon Theodor W. Adorno habe 1967 einen Drang zum Weltuntergang in der rechtsextremen Ideologie festgestellt, die den Bürgerkrieg als Mittel zum Herbeiführen eines apokalyptischen Rassenkrieges ersehne. Diese Wahnidee habe die AfD mit Codewörtern an ihr Publikum wie „Umvolkung“ und „Widerstand“ längst in den Gesellschaftsdiskurs eingeschleust. Darum habe der Tatverdächtige nicht zufällig mit dem Gruß „Gott segne euch“ an sie gespendet. Adorno habe auch erkannt, dass rechte Propaganda mit relativ wenigen, intellektuell armen, aber ständig wiederholten „Tricks“ arbeite. Die hetzerischen Tricks der „Social-Media-Dauerbeschallung“ der AfD seien selektives ressentimentgeladenes Aufgreifen von Nachrichten zur Stigmatisierung von Muslimen und Flüchtlingen, kalkulierte rhetorische Tabubrüche, das Gleichsetzen aller „Altparteien“, die Rede vom „Merkel-System“, die Verrohung der Sprache und das permanente Beklagen der vermeintlichen Opferrolle.
Christian Bangel (Die Zeit) befürchtete, der Mord werde Engagierte einschüchtern. Vorboten seien eine weit verbreitete „verbale Ehrabschneidung“ und ein geschlossenes Hass-System bei Facebook sowie der Traum vom „Tag der Abrechnung“ mit Demokraten. Statt weiter Rassismus zu verniedlichen und angebliche linke diskursive Vormacht zu betonen, müsse „ein Gefühl der Dringlichkeit im Kampf gegen die Rechtsextremen und ihrem rechtspopulistischen Vorfeld eintreten“, das nicht wieder beim nächsten Skandal um Geflüchtete enden dürfe.
Sascha Lobo (Spiegel) sah den Mord als Werk „brauner Schläfer“: Längst gewaltbereite Rechtsextreme erhielten einen Handlungsimpuls aus der rechten Gegenöffentlichkeit im Internet. Oft kündigten sie die Tat dort wie Ernst einige Monate vorher an. Erika Steinbachs Tweet mit dem undatierten Lübckevideo könne als „Markierung“ des Opfers gewirkt haben. Björn Höckes Aussagen von 2018, die Zeit des Redens sei vorbei, nötig sei nun „Kampfesmut“ gegen die „Vaterlandsverräter“, könne den AfD-Spender Ernst zum Mord ermutigt haben. Das Schweigen von Politik, Behörden und Zivilgesellschaft deuteten solche Täter als Zustimmung dazu, den wahren „Willen des Volkes“ umzusetzen. Daran trügen „verharmlosende Ignoranz bürgerlicher Politiker“ und „verbale Gewalttätigkeit gesellschaftlicher Debatten“ eine Mitschuld, etwa Horst Seehofers Aussage von 2011: „Wir werden uns gegen Zuwanderung in deutsche Sozialsysteme wehren – bis zur letzten Patrone.“ Eine dieser Patronen könne Lübcke getroffen haben.
Ähnlich nannte auch Benjamin Konietzny (n-tv) die AfD-Strategie, „die Grenzen des Sagbaren immer weiter auszudehnen“ und Feindbilder wie Lübcke zu pflegen, als Mitursache des Mordes. Die AfD habe ein Gewaltproblem, das sich immer wieder in der Sprache ihrer Vertreter und Anhänger zeige. AfD-Politiker rechtfertigten diese entweder mit der Wut des „Volkes“ oder stellten sie als Ausnahmen dar. Beides sei angesichts des Mordes an Lübcke unwahr. Weil die AfD-Führung sich dem Problem nicht stelle, treffe sie der Vorwurf der Heuchelei.
Am 25. Juni sagte Martin Hohmann (AfD) im Bundestag, ohne den von der Bundeskanzlerin Angela Merkel zu verantwortenden „Massenzustrom an Migranten würde Walter Lübcke noch leben“. Christian Stöcker (Spiegel) kommentierte, nach dieser verqueren Logik wären nicht Mörder und ihre Unterstützer, sondern entfernte politische Entscheider für solche Morde verantwortlich – so etwa Konrad Adenauer (als Anwerber türkischer „Gastarbeiter“) für die des NSU. Damit mache sich die AfD „ständig genau der verbalen und nonverbalen Aggression und Hetze schuldig, mit der Leute wie der geständige Mörder Walter Lübckes voll und ganz einverstanden sind.“
Martin Krauß (Jüdische Allgemeine) fragte zur Forderung von Altbundespräsident Joachim Gauck nach einer „erweiterten Toleranz nach rechts“ (15. Juni 2019): „Ist nicht die fehlende Strafverfolgung derer, die einen Mord bejubeln, bereits ‚Toleranz nach rechts‘?“
Für Birgit Baumann (Der Standard) ist der Mord „ein Angriff auf die Demokratie“, daher müsse der Staat Härte zeigen. Die Hetze der AfD habe „eine Schärfe in die Debatte gebracht, die diesen Hass gedeihen lässt“, und im Internet werde „völlig enthemmt [...] Schranke um Schranke niedergerissen, auch die niederträchtigsten Gedanken haben freien Lauf“.
Bettina Gaus (taz) kritisierte die Reaktionen der Regierung, den Mord als unvorhersehbares Ereignis zu behandeln und mehr Geld für Polizei und Verfassungsschutz zu fordern. Schon früh seien rechtsextreme Täter wahrscheinlich gewesen. Belastbare Informationen zu deren Umfeld hätten aber vor allem NGOs wie die Amadeu Antonio Stiftung gesammelt, die viel weniger Mittel dazu hätten als Staatsbehörden.
Andrea Röpke befürchtete in der ARD, der Mord könne „ein Dammbruch für die Szene“ sein. „Wir haben wirklich 50 Straftaten von rechts statistisch gesehen am Tag in Deutschland und so wenig Auseinandersetzungen damit, so wenig Aufklärung, so wenig Sensibilität gegenüber diesem Thema.“
Georg Mascolo (SZ) verlangte Antworten der Ermittler auf Fragen zum Täterumfeld: „wieso ihn niemand stoppte, warum niemandem auffiel, dass ein vielfach vorbestrafter Rechtsextremist mit ausgeprägter Neigung zur Gewalt im Internet drohen und bedrohen konnte, ohne dass jemand einschritt.“ Er verwies auf die sogar nach dem Mord fortgesetzten Hasskommentare unter dem Lohfelden-Video. Die Justiz habe solche Straftaten im Netz nie mit Haft bestraft, so dass virtuelle Hetzer auf Davonkommen setzen konnten. Zudem hätten die Internetkonzerne viel zu lange keine Verantwortung für die Inhalte ihrer Plattformen übernommen. Auch Gegner rechter Parolen hätten das Netzwerkdurchsetzungsgesetz als Zensurgesetz abgelehnt. Die deutsche Justiz sehe nicht einmal in gezeigten Galgen und direkten Mordaufrufen eine konkrete Bedrohung von Politikern, solange Angaben zu Tatort und Tatzeitpunkt fehlten. Das Gefahrenpotential von Hassposts müsse neu eingestuft werden, da sie räumlich und zeitlich weit entfernte Folgen haben könnten. Dagegen seien die bestehenden Gesetze ab sofort konsequent und rasch anzuwenden.
Claudius Seidl (FAZ) erinnerte daran, dass politische Morde oder Mordversuche erst im historischen Rückblick als Heldentat oder Terrorakt beurteilt werden. Im Moment der Tat könne der Täter sich nur auf eine „höhere Moral“ und „paranoide Vernunft“ berufen und diese über geltende Gesetze stellen. Im Fall Lübckes habe der „Bürgerlichkeitsdarsteller“ Alexander Gauland (AfD) diese paranoide Tatlegitimation geliefert: Er habe Angela Merkel als „Kanzler-Diktatorin“ bezeichnet und ihre Politik als „Versuch, das deutsche Volk allmählich zu ersetzen“ durch Migranten aus aller Welt. Das habe der Täter nur als Aufforderung zum „Widerstand“ verstehen können.
Margarete Stokowski (Spiegel) kritisiert die Sprache von Politikern und Medien zum Mord. Die Aussage, Lübcke habe wegen seines Einsatzes für die Rechte von Geflüchteten sterben müssen, zeige ein typisches falsches Denkmuster: Denn Lübcke sei nicht an seinen politischen Ansichten, sondern durch die Waffe eines Rechtsextremen gestorben. Diese Formulierungen stünden in einer deutschen Tradition, Hass auszublenden und Trauer über die vielen Opfer rechtsextremer Gewalt in Deutschland nicht zuzulassen. So lüden Fernsehsender lieber AfD-Politiker in Talkrunden ein, statt die wertvolle Sendezeit jenen zu geben, die hierzulande täglich unter Rassismus und Rechtsextremismus litten. Die Medien sollten mehr darüber berichten, wie die Betroffenen die „NSU-2.0“-Drohbriefe von Polizisten an eine türkischstämmige Anwältin, die Nichtfreigabe der NSU-Akten, die Bestellung von Leichensäcken durch Nordkreuz-Mitglieder und Aussagen von Hans-Georg Maaßen erleben und wie sie angesichts dieser Fälle den Sicherheitsbehörden vertrauen könnten. Menschenfeindliche Äußerungen von Rechtspopulisten und Rechtsextremen in Deutschland seien schon lange „sagbar“, aber nicht beachtet worden. Den Betroffenen zuzuhören, könne das sichtbar machen.

### Zivilgesellschaftliche Organisationen
Das Demokratiezentrum der Philipps-Universität Marburg verwies auf die Zunahme der Gewaltandrohungen seit der Flüchtlingskrise ab 2015, etwa gegen Bürgermeister und gegen die NSU-Opferanwältin Seda Başay-Yıldız. Darin liege genug Gewaltpotenzial für einen politischen Mord. Bei Lübcke habe „möglicherweise jemand solche Drohungen leider wahrgemacht“.
Der Vorsitzende des Zentralrats der Juden in Deutschland Josef Schuster meinte, dieser Mordfall müsse „alle Demokraten alarmieren“ und zeige „in erschreckender Weise, dass die Gefahren durch rechte Netzwerke, Rechtspopulismus bis hin zum rechten Terror nicht unterschätzt werden dürfen“.
Das Internationale Auschwitz Komitee forderte nach dem Mord von allen deutschen staatlichen Institutionen, konsequent gegen die rechte Szene durchzugreifen und Erkenntnisse über rechtsextreme Gruppen und Personen öffentlich zu machen. Holocaustüberlebende fragten, ob das massiv gewachsene rechte Hass- und Gewaltpotenzial in Deutschland nicht viel zu lange verharmlost und unterschätzt worden sei. Die demokratischen Kräfte dürften die AfD nicht aus ihrer Verantwortung für den Aggressionsprozess entlassen. Man erwarte von allen Deutschen den von Bundesinnenminister Seehofer angekündigten „Biss der Demokratie“.
Nachdem die Neonazipartei Die Rechte eine Versammlung am Regierungspräsidium in Kassel zum 20. Juli 2019 (Jahrestag des Attentats von 1944) ankündigte, meldeten zahlreiche Kasseler Initiativen Gegendemonstrationen am selben Ort an. Die Stadtverwaltung erwog ein Verbot der Neonazikundgebung. Der Szenekenner Olaf Sundermeyer stellte die Kontakte dieser „Pseudopartei“ zu Ernst und C18 heraus. Größtmögliche Provokation für mediale Aufmerksamkeit sei das Erfolgsrezept der Partei.
Am 20. Juli 2019 demonstrierten in Kassel mehr als 10.000 Menschen gegen 120 Anhänger der Partei Die Rechte. Deren Aufzug war nach Auflagen des Kasseler Ordnungsamts aus der Innenstadt verlegt worden.

### Wissenschaft
Der Politikwissenschaftler Gideon Botsch sieht ein „enorm hohes“ Potenzial für rechten Terror in Deutschland, begünstigt durch das Abflauen der Aufmerksamkeit für rechte Straßenproteste. Die Feindbilder seien auch durch AfD und Pegida „markiert“ worden.
Der Rechtsextremismusforscher Matthias Quent sieht die erste rechtsextrem motivierte Ermordung eines amtierenden Politikers seit 1945 als „Zäsur“. Die Grenzen zwischen Rechtspopulisten und gewaltbereiten Gruppen verwischten immer mehr. Auch durch die AfD-Erfolge fühlten sich Täter zu Gewalt legitimiert, da sie aus ihrer Sicht nur die Stimmung in der Bevölkerung umsetzten. Die eher milden Urteile im NSU-Prozess hätten nicht abschreckend gewirkt, sondern der Szene Aufwind verschafft.
Für den Politikwissenschaftler Hajo Funke tragen Teile der AfD wie Björn Höcke oder Andreas Kalbitz für den Mord eine „klare Mitverantwortung durch die Hetze“. Diese dürfe nicht länger verharmlost und geleugnet werden. Wegen der Gefahr weiterer rechtsterroristischer Anschläge herrsche jetzt „Alarmstufe Rot“. Der hessische Staat habe „leider kläglich versagt“, weil ihm seit 2016 Hinweise auf Ernst als Gefährder vorlagen. Erika Steinbach sei mitverantwortlich dafür, dass Lübcke „Opfer einer Hetzkampagne“ geworden sei, weil ihre Postings vom Februar 2019 ihn zur Zielscheibe rechten Terrors gemacht hätten und sie Mordaufrufe nicht von ihrer Facebookseite gelöscht habe. Dagegen fand Steinbach ihre Posts „in keiner Hinsicht problematisch“.
Der Politikwissenschaftler Armin Pfahl-Traughber verwies darauf, dass Terroristen ihre Opfer sonst eher aus größerer Entfernung erschießen. Der Schuss aus kurzer Distanz zeige ein „hohes Maß an Gewaltorientierung und Kaltblütigkeit“ des Mörders, verwandt etwa mit der NSU-Mordserie und Uwe Behrendts Ermordung des Rabbiners Shlomo Lewin und dessen Freundin Frida Poeschke 1980.
Der Politikwissenschaftler Reiner Becker, Leiter des Marburger Demokratiezentrums, widersprach der Annahme, die Behörden hätten die hessische Neonaziszene unterschätzt. Kameradschaften wie „Sturm 18“ oder „Freier Widerstand“ seien in Nordhessen nicht mehr einflussreich. Dort gebe es außer mancherorts der Identitären Bewegung und der NPD kaum noch sichtbar auftretende, lokalisierbare rechtsextreme Gruppen. Neonazis bräuchten heute keine hierarchischen Organisationen mehr, weil sie sich in unübersichtlichen Mischszenen und losen Netzwerken wie den Preppern, Reichsbürgern und Gelbwesten verbergen könnten. Soziale Medien, rechtsextreme Konzerte und Kampfsport erlaubten ihnen den Austausch mit Gleichgesinnten auch ohne Kameradschaft. Daraus erklärten sich die erhebliche Zunahme von Drohungen gegen Lokalpolitiker, die Fälle Franco A., „NSU 2.0“ und die Probleme der Behörden, die Täter zu erfassen. Ursache sei die inzwischen maßlose, von der AfD geförderte Enthemmung des öffentlichen Diskurses seit 2015, die gewaltbereite Täter an Häme und Hetze gewöhnt habe und glauben lasse, für eine Mehrheit zu handeln. Diese Lage habe auch früher straffällige, später unauffällige Täter zu erneuter Gewalt ermutigt. Sie handelten weder völlig isoliert noch strategisch, sondern nach Gelegenheit und Gewöhnung an die immer stärkere Verrohung. Sie seien nur schwer rechtzeitig zu finden, etwa durch sogenannte Netzwerkanalysen.

### Maßnahmen der Länder
Im Juni 2019 forderte der Deutsche Städte- und Gemeindebund (DStGB) zentrale Meldestellen für von (meist rechtsmotivierten) Angriffen und Drohungen betroffene Kommunalpolitiker und eine zentralisierte Strafverfolgung solcher Hasskriminalität.
Das LKA Hessen richtete eine eigene Arbeitsgruppe für Ermittlungen zur Hasskriminalität ein, die auf Lübckes Mord gefolgt war. Deren Ausmaß war größer als zunächst angenommen, sodass die Ermittler mit tausenden Strafverfahren rechneten. Bis dahin war Hasskriminalität im Netz sehr selten verfolgt worden.
Im Juli 2019 leitete die Staatsanwaltschaft Dresden Verfahren wegen Billigung von Straftaten, eventuell auch Volksverhetzung, gegen unbekannte Pegida-Demonstranten ein, die Lübckes Ermordung gegenüber Reportern des ARD-Magazins Kontraste relativierten, rechtfertigten und ihn als „Volksverräter“ diffamierten.
Bernhard Witthaut, Leiter des Verfassungsschutzes Niedersachsen, kündigte „zielgerichtete Personalverstärkungen“ für die Recherchen seiner Behörde gegen Hass im Internet an.
Das LKA Hessen richtete im Juli 2019 eine „Besondere Aufbauorganisation“ (BAO) mit 140 Ermittlern gegen rechtsextreme Strukturen im Bundesland ein. In den Folgemonaten nahm die BAO bei mehr als 700 Kontrollen rund 30 rechtsextreme Straftäter fest. Bei einer länger geplanten Razzia im Dezember 2019 in zwölf Wohnungen von Rechtsextremisten an sieben Orten Hessens fand die Polizei Waffen, Schießpulver, Schwefelsäure, Pyrotechnik, Drogen und rechtsextreme Devotionalien. Sie nahm einen Mann fest. Die Razzia war explizit als direkte Reaktion auf den Mord an Lübcke gedacht und sollte den Verfolgungsdruck auf die rechtsextreme Szene in Hessen aufrechterhalten.
Bis 12. August 2019 leitete das hessische LKA mehr als 100 Verfahren zu Hasskommentaren im Internet ein, die im direkten oder indirekten Zusammenhang mit dem Mordfall Lübcke standen.
Im September 2019 richtete die Generalstaatsanwaltschaft Frankfurt eine Zentralstelle zur Bekämpfung der Internetkriminalität (ZIT) ein. Diese sicherte Hasskommentare zu Lübcke, prüfte deren mögliche Strafbarkeit und ermittelte bis Juni 2020 64 Urheber, davon neun aus Hessen. Bei 39 davon erfolgten am 4. Juni 2020 in zwölf Bundesländern Razzien und Vernehmungen zum Verdacht der öffentlichen Aufforderung zu bzw. Belohnung und Billigung von Straftaten, der Volksverhetzung und der Verunglimpfung des Andenkens Verstorbener.
Ab Juni 2020 begannen Strafprozesse gegen einige AfD-nahe Facebook-Nutzer unter den Urhebern. Ein 71-Jähriger, der das Lohfeldener Handyvideo gesehen hatte, erhielt für seinen Post eine Geldbuße und musste seinen PC abgeben. Ein weiterer wurde für den Aufruf angeklagt, man solle Lübcke „mit Knüppeln aus dem Land jagen“, er gehöre „auf der Stelle abgeknallt“. Die Anklagen sollten die Urheber aus der Anonymität holen und ihnen die Folgen ihrer Hasskommentare klarzumachen. Nach dem Urteil gegen Ernst übergab das LKA Hessen 244 von 254 Verfahren zu diesen Hassposts der Generalstaatsanwaltschaft Frankfurt am Main. Die Polizei in Kassel ermittelte zu einer rechtsextremen Bombendrohung von „NSU 2.0“ gegen die Walter-Lübcke-Schule in Wolfhagen vom 29. Januar 2021.
Am 25. Juni 2020 hatte der hessische Landtag einen Untersuchungsausschuss eingesetzt, der mögliche Fehler der Sicherheitsbehörden vor dem Mord an Lübcke aufklären und auch dessen Mitwisser im Umfeld des Täters feststellen sollte. Der Ausschuss arbeitete bis Juli 2023 und konnte sich nicht auf einen gemeinsamen Abschlussbericht verständigen. Der von CDU und Grünen eingebrachte Abschlussbericht benannte als Fehler des Verfassungsschutzes, dass dieser Stephan Ernst nicht mehr als gefährlich eingestuft, seine Akte 2015 ausgemustert, intern gesperrt und ihn unbeobachtet gelassen hatte. Der Bericht ließ offen, ob der Mord ohne diese Fehler zu verhindern gewesen wäre, und bestritt, dass der Ausschuss diese Frage beantworten sollte. Den Vorentwurf des SPD-Vertreters Gerald Kummer, den der Ausschuss zum Berichterstatter gewählt hatte, lehnten die regierenden Fraktionen CDU und Grüne ab. Folglich veröffentlichten die oppositionellen Fraktionen SPD und FDP, Linke sowie die AfD je eigene Abschlussberichte. SPD und FDP vermissten vor allem ein Bekenntnis der CDU zu ihrer Regierungsverantwortung vor und beim Lübcke-Mord. Die Linke vermisste eine konsequente Aufklärung des Täterumfelds in der „Kagida“, des Pegida-Ablegers in Kassel.
Im Juni 2024 sprach das Amtsgericht Bad Hersfeld einen mehrfach wegen Volksverhetzung vorbestraften Mann aus Nordhessen von der Anklage einer Billigung des Mordes an Lübcke auf Twitter frei. Im Dezember 2024 bestätigte das Landgericht Fulda das Urteil.

### Maßnahmen des Bundes
Infolge des Mordes wollte Bundesinnenminister Seehofer den Verfassungsschutz mit mehr Personal, besserer Technik und neuen Überwachungsbefugnissen ausstatten, etwa zum Einschleusen von Spionagesoftware in Server, Computer und Smartphones verdächtigter Zielpersonen. Einen Gesetzentwurf des Innenministeriums dazu wies das SPD-geführte Justizministerium jedoch zurück, weil darin die im Koalitionsvertrag festgelegte stärkere parlamentarische Kontrolle des Verfassungsschutzes fehlte.
Der CDU-Bundestagsabgeordnete Michael Brand forderte im August 2019, Internetkonzerne wie Google und YouTube schärfer zu kontrollieren und ihre Zerschlagung zu diskutieren. Auch der Grünen-Bundestagsabgeordnete Konstantin von Notz forderte ein Vorgehen der Bundesregierung gegen Hasskommentare bei YouTube.
Wegen der Waffenerlaubnis für Hartmann forderte Bundesjustizministerin Christine Lambrecht (SPD) Ende August 2019, das Waffenrecht zu verschärfen: Die Mitgliedschaft in einer extremen Gruppe oder Partei solle automatisch ausreichen, um eine Waffenerlaubnis zu verweigern. Sie folgte damit einem Vorschlag von Hessens Innenminister von 2018, der im Bundesrat keine ausreichende Zustimmung gefunden hatte.
Wie vielfach gefordert und vom Bundesinnenminister Ende Juni 2019 angekündigt, wurde die rechtsextreme Organisation „Combat 18“ einschließlich ihrer deutschen Teilgruppe am 23. Januar 2020 verboten. Gleichzeitige Razzien in mehreren Bundesländern sollten Beweismaterial bei ihren Mitgliedern sicherstellen. Die Ankündigung und lange Frist bis zum Verbot wurden kritisiert, weil sie den Neonazis das Beseitigen von Beweismitteln und Reorganisieren erlaubte. Ausschlaggebend für das Verbot war Material zur Organisationsstruktur und aktiv-kämpferischen Verfassungsfeindlichkeit der Gruppe, das Verfassungsschützer und die Recherchegruppe Exif schon im Sommer 2018 bereitgestellt hatten.

## Strafprozess gegen Stephan Ernst und Markus Hartmann

### Auftakt
Am 29. April 2020 erhob der Generalbundesanwalt Anklage gegen Ernst wegen Mordes an Walter Lübcke sowie versuchten Mordes und Körperverletzung an dem Iraker Ahmad E. im Januar 2016.
Der Prozessbeginn am 16. Juni 2020 stieß auf enormes öffentliches Interesse. Die nordhessische Initiative „Offen für Vielfalt“ und die Interventionistische Linke Frankfurt wollten für demokratische Werte und eine umfangreiche Aufklärung über rechte Netzwerke, Verbindungen zum Verfassungsschutz und NSU demonstrieren, weitere Veranstalter gegen Rassismus und zum Gedenken an Lübcke. Mehr als 200 Journalisten hatten sich akkreditiert.
Im Gerichtssaal waren jedoch nur 19, in einem Saal mit Audioübertragung nur 41 Journalisten zugelassen. Keiner durfte Notebooks und Smartphones mitnehmen. Die Deutsche Journalisten-Union (DJU) kritisierte dies, forderte eine Videoübertragung und entsprechende Gesetzesreform.
Lübckes Angehörige nahmen trotz schwerer emotionaler Belastung als Nebenkläger am Prozess teil, um zur Aufklärung und Verurteilung des Verbrechens beizutragen, für Lübckes lebenslange Überzeugungen und für die Verteidigung der Demokratie gegen Hass und Gewalt einzustehen: „Die Familie will zeigen, dass man nicht verstummen darf. Dass man seine Stimme erheben muss.“ Ernst wollte im Prozess zunächst schweigen.
Die bundesweite Aufklärungsinitiative NSU-Watch wollte den Prozess dokumentieren. Die Sprecherin Sonja Brasch verlangte, zu klären, warum die Polizei Ernsts Alibi nach dem Angriff auf Ahmed E. 2016 nicht genauer untersucht und die Hinweise des Opfers auf ein rassistisches Tatmotiv nicht ernstgenommen hatte. Das Gericht werde die Angeklagten wie im NSU-Prozess als isolierte Einzeltäter behandeln und das mögliche Netzwerk in ihrem Umfeld ausblenden. Die Kasseler Naziszene sei eng vernetzt und habe bei Lübcke wie bei Halit Yozgat rechtsterroristische Gewalt ermöglicht. Der hessische Untersuchungsausschuss müsse auch ihre Verstrickung mit Geheimdiensten, die Herkunft und Mitwisser der Schusswaffen in Ernsts Erddepot und seine Listen und Dossiers mit Daten über mögliche weitere Anschlagsziele aufklären. Man müsse den Betroffenen zuhören, ihnen Solidarität zeigen und das rassistische Tatmotiv angemessen beachten.

### Die Anwälte der Angeklagten
Ernsts erster Pflichtverteidiger Dirk Waldschmidt war seit 2006 stellvertretender Landesvorsitzender der hessischen NPD und Zeugenbegleiter im NSU-Prozess gewesen. Er vertrat viele Rechtsextreme vor Gericht, darunter Bernd T., den Anführer des Kasseler „Sturm 18“. Ernsts zweiter Anwalt Frank Hannig war früher inoffizieller Mitarbeiter beim DDR-Ministerium für Staatssicherheit gewesen und wurde 2015 als „Pegida-Anwalt“ bekannt. Er erreichte im April 2017 die Einstellung des „Arnsdorf-Prozesses“ gegen vier Männer, die einen psychisch kranken Flüchtling mit Kabelbindern an einen Baum vor einem Supermarkt festgebunden hatten. Hannig nannte den Prozess bei einem Pegida-Auftritt eine „Hexenjagd“ und die Medien „neue Henker“. Er war nicht auf rechtsextreme Mandanten spezialisiert, vertrat aber unter anderen den Dresdner Justizbeamten, der den Haftbefehl zur tödlichen Messerattacke im Netz veröffentlicht haben soll, die die Ausschreitungen in Chemnitz 2018 auslöste. Ernsts Hauptverteidiger war Mustafa Kaplan aus Köln, der früher den türkischen Präsidenten Recep Tayyip Erdoğan gegen den Satiriker Jan Böhmermann oder Opferangehörige im NSU-Prozess vertreten hatte. Er wurde damals von Rechtsextremen bedroht.
Hartmanns Verteidigerin Nicole Schneiders hatte im NSU-Prozess Ralf Wohlleben vertreten, den sie aus Jena kannte. Dort war sie stellvertretende NPD-Vorsitzende, als Wohlleben NPD-Kreisvorsitzender war. Wie Hartmann bei Lübcke hatte Wohlleben beim NSU mit der Beschaffung der Tatwaffe zu tun. Hartmanns zweiter Verteidiger Björn Clemens hatte 2018 im NSU-Prozess zeitweise André E. verteidigt. Ernsts erster Anwalt Dirk Waldschmidt hatte im NSU-Prozess André Kapke verteidigt. Dieser hatte dem NSU-Trio im Untergrund geholfen. Wohlleben bezeugte im Prozess gegen Ernst, dieser habe sich vor Waldschmidt mit ihm verglichen. Björn Clemens berichtete zum Prozessauftakt von einem Farbanschlag auf seine Anwaltskanzlei und versuchte erfolglos, eine Aussetzung der Verhandlung zu erreichen.

### Beweisaufnahme zum Mord an Lübcke
Die Hauptverhandlung begann am 16. Juni 2020 am Frankfurter Oberlandesgericht unter hohen Sicherheitsvorkehrungen. Oberstaatsanwalt Dieter Killmer verlas die Anklageschrift: Ernst und Hartmann seien schon 2015 bei der Bürgerversammlung in Lohfelden einig in ihrer Angst vor „Überfremdung“ gewesen und hätten ihre Wut auf Lübcke offen gezeigt. Seitdem habe Ernst seinen Fremdenhass auf Lübcke projiziert. 2016 habe er beschlossen, Lübcke für seine Haltung in der Flüchtlingspolitik zu bestrafen, und begonnen, dessen Lebensumstände auszuspähen. Schon 2017 und 2018 sei er mit der Tatwaffe zu Lübckes Wohnhaus gefahren. Mit dem Mord habe er ein „öffentlich beachtetes Fanal“ gegen die von ihm abgelehnte staatliche Ordnung setzen wollen. Ernsts Tatmotiv sei eine „von Rassismus und Fremdenfeindlichkeit getragene völkisch-nationalistische Grundhaltung“ gewesen. Er habe letztlich die „Ausrottung der Deutschen“ befürchtet. Er habe Lübcke am 1. Juni 2019 spätestens um 23:30 Uhr aus kurzer Distanz erschossen.
Am 17. Juni 2020 ließ der Vorsitzende Richter Thomas Sagebiel Ernsts erstes Geständnis auf Video vorführen. Er hatte damals ausdrücklich auf einen Anwalt verzichtet, der Aufzeichnung nach einem informellen Gespräch mit den Ermittlern zugestimmt und dann etwa vier Stunden lang eine Art Lebensbeichte abgelegt: Er habe nach seiner Haftstrafe von 2009 aus der rechtsextremen Szene aussteigen wollen, um „ein normales Leben“ zu führen und für seine Kinder da zu sein. Das Thema „Überfremdung und Ausländerkriminalität“ sei ihm ständig präsent gewesen, besonders seit Hartmann sein enger Freund und Schießtrainer geworden sei. Seit Lübckes Aussage in Lohfelden habe er diesen gehasst, zu ihm recherchiert und einen Tötungsplan entwickelt. Er habe gedacht, als Waffenbesitzer könne er etwas tun. Anders als bei seinen früheren Besuchen in Istha sei er in der Tatnacht zum Mord entschlossen gewesen. Er habe auf den Kopf gehalten und einmal abgedrückt, ohne Lübcke anzufassen. Er habe niemand davon erzählt und seiner Frau nur gesagt: „Ich war weg.“
Am 3. Juli 2020 bekräftigte Ernst, er habe sich 2010 von der Kasseler Neonaziszene losgesagt, weil ihm der Rassismus seiner Kameraden „einfach zu extrem“ geworden sei; gleichwohl sei er „patriotisch eingestellt“ gewesen. Er habe viele Kader der nordhessischen Naziszene gekannt und einmal an den Rechtsterroristen Karl-Heinz Hoffmann geschrieben. Damals habe die rechtsextreme Szene, auch er selbst, Hartmann als V-Mann des Verfassungsschutzes oder sonstiger Staatsschützer verdächtigt, da er die Szene oft aufgestachelt habe. Oberstaatsanwalt Dieter Killmer konfrontierte Ernst mit dem Ermittlungsergebnis: Danach hatte er schon als aktiver Neonazi politische Gegner ausgespäht, sich vor der Tat konspirativ verhalten und war am Tag vor dem Mord mit einer Wärmebildkamera allein vor Lübckes Haus. Daher wirke der Mord wie „all das, was Sie sich Jahre zuvor als Blaupause überlegt haben“. Eine bloße „Abreibung“ an Lübcke sei nach diesem Aufwand unglaubhaft, ebenso Ernsts Aussage vom Februar 2020, dass Hartmann der eigentliche Antreiber gewesen sei, sie Lübcke nur hätten schlagen wollen und Hartmann den tödlichen Schuss nur versehentlich abgegeben habe. Vielmehr habe Ernst ein politisches Attentat allein und als „das nahezu perfekte Verbrechen“ verübt. Ernst antwortete, er habe erstmals in Jugendhaft Daten über seine Gegner gesammelt und dort „negative Erfahrungen“ mit Ausländern gesammelt. Um sich rächen zu können und das Erlebte zu verarbeiten, habe er Notizen angelegt und später mit anderen Neonazis wie Hartmann Informationen über Menschen gesammelt, die sie zur Antifa gezählt hätten. „Fantasien“ über den Umgang mit diesen Daten hätten sie letztlich nie umgesetzt. Vielleicht sei er bei Lübcke in „gewisse Gewohnheiten“ aus jener „Anti-Antifa-Zeit“ zurückgefallen. Doch ein „perfektes Verbrechen“ habe er nie geplant, Lübckes Tod habe er nicht angestrebt.
Am 27. Juli 2020 beantragte Frank Hannig, die Ermittler müssten einem Einbruch ins Regierungspräsidium Kassel vom 20. Juli 2020 nachgehen. Dort seien eventuell Akten zu den Windkraftfirmen der Söhne Lübckes gestohlen worden. Diese hätten, so unterstellte Hannig ohne jedes Indiz, etwas zu verbergen und Lübcke könne aus ganz anderen Motiven ermordet worden sein. Richter Sagebiel wies Hannigs Anträge als „gequirlten Unsinn“ ohne Bezug zum Fall zurück. Er befürchte, dass Hannig Ernst nicht mehr ordnungsgemäß verteidige. Mustafa Kaplan distanzierte sich von Hannigs Versuch, „krumme Geschäfte“ nahezulegen: „Mein Mandant hat kein Interesse, dass Herr Lübcke und seine Söhne mit Dreck beworfen werden.“ Hannig räumte ein, er habe die Anträge nicht mit Ernst abgesprochen, und nahm sie zurück. Ernst erklärte, sein Vertrauen zu Hannig sei dauerhaft zerstört, und forderte, ihn zu entpflichten.
Am 28. Juli 2020 wurde Hannig als Verteidiger Ernsts entlassen. Jan-Hendrik Lübcke schilderte, dass er seinen Vater sitzend, mit dem Kopf angelehnt und offenem Mund auf der Hausterrasse gefunden hatte. Stunden später habe die Polizei ihm vom Fund des Projektils berichtet. Die Familie werde mit der Tat nie fertig werden. Gleichwohl wohnten sie weiter im Haus in Istha, um zu zeigen, „dass wir weiter hinter unserem Vater stehen, privat und beruflich.“ Der Rechtsmediziner Reinhard Dettmeyer erklärte, bei der Obduktion habe man keine Verletzungen an Lübckes Leiche gefunden, die auf einen Kampf hindeuteten. Der tödliche Schuss sei in Kopfhöhe aus 30 bis maximal 200 Zentimetern Entfernung abgegeben worden. Hartmanns Verteidiger betonte, beide Aussagen sprächen gegen einen Streit und versehentlichen Schuss, wie ihn Ernst in seiner zweiten Geständnisversion behauptet hatte. Dazu sei der Schuss zu präzise, und nach einem Streit wäre Lübcke in anderer Position gefunden worden.
Am 5. August 2020 verlas Mustafa Kaplan eine Erklärung von Ernst: Angst vor dem alkoholsüchtigen, gewalttätigen Vater habe seine Kindheit geprägt. Dessen Hass auf Ausländer habe er übernommen und seit der Einschulung „über Ausländer zu hetzen“ angefangen, um dem Vater zu gefallen. In der Haft habe er sich politisch radikalisiert und dann in der Kasseler Neonaziszene eine Heimat gefunden. Seine Themen seien Überfremdung, das Aussterben der Deutschen und Ausländergewalt an Deutschen gewesen, aber die Rassenpolitik des Nationalsozialismus habe er nie geteilt. Wegen Anfeindungen gegen seine russischstämmige Frau habe er sich zurückgezogen. 2014 sei er erneut mit Hartmann in Kontakt gekommen, habe mit ihm Wanderungen, Schießübungen, Ausflüge nach Tschechien und Frankreich unternommen und Demonstrationen in Chemnitz, Erfurt und Kassel besucht. Hartmann sei sein Mentor geworden, habe illegal Waffen und Munition hergestellt und ihm eingeschärft, die Deutschen müssten sich bewaffnen, weil die politische Lage auf Bürgerkrieg zulaufe. Er sei emotional von Hartmann abhängig gewesen. Heute wisse er, dass dieser ihn „manipuliert, radikalisiert und aufgehetzt“ habe. So habe er eine Zielscheibe mit Angela Merkels Konterfei zu Schießübungen mitgebracht und eine Zielscheibe mit Lübckes Profil angekündigt. Hartmann habe auch vorgeschlagen, Lübcke „mal einen Besuch abzustatten“. Mitte Mai 2019 hätten sie diesen Plan für das Kirmes-Wochenende am 1. Juni verabredet. In der Tatnacht hätten sie sich beide Lübcke genähert. Er, Ernst, habe den gespannten Revolver auf ihn gerichtet. Dann habe Hartmann gerufen: „Lübcke, Zeit zum Auswandern!“ Lübcke habe sich aufgerichtet; in dem Moment habe er abgedrückt. Danach habe er Hartmann sofort zur Flucht aufgefordert. Auf Nachfrage des Richters betonte er: Sie hätten Lübcke einschüchtern und einen Warnschuss abgeben wollen, um Medienberichte darüber zu provozieren. Er selbst habe sich zum Schuss auf Lübcke entschieden.
Zuvor wandte sich Ernst direkt an Lübckes anwesende Familie: Die gemeinsame Tat sei „unentschuldbar“, „falsch, feige und grausam“ gewesen; sie tue ihm leid. Niemand solle sterben, weil er eine andere Meinung, Religion oder Herkunft habe. Er übernehme die Verantwortung für Lübckes Tod und wolle alle Fragen der Familie beantworten. Seine erste Geständnisversion habe ihm Dirk Waldschmidt geraten, seine zweite Frank Hannig, um Hartmann zu einer Aussage zu bewegen. Mit dem Messerangriff auf Ahmad E. habe er nichts zu tun. Er bat den Richter, an einem Aussteigerprogramm für Rechtsextreme teilnehmen zu dürfen. Die Trennung von seiner Frau und seinen Kindern belaste ihn stark; seine Tochter wolle keinen Kontakt mehr zu ihm.
Auf Nachfragen rückte Ernst von seiner Aussage ab, er und Hartmann hätten nur einen „Warnschuss“ abgeben wollen, und räumte eine Verabredung zu einem gezielten Schuss ein. Hartmann habe sinngemäß zu ihm gesagt: „Wenn er dir blöd kommt, dann schießt du.“ Lübckes Angehörige erklärten dazu: Es sei für sie unerträglich, dass Ernst sein Geständnis „mit ausufernden Erklärungen zu einer schweren Kindheit“ und zur Radikalisierung durch Hartmann verbinde, „als ob es normal sei, dass diese Umstände in eine so schreckliche Tat münden“. Nicht Ernst sei das Opfer, sondern Lübcke und dessen Familie. Ernsts Geständnis zeige eine langjährige Planung der Tat. Sie wollten weiterhin den genauen Verlauf erfahren, „was in der Nacht vom 1. auf 2. Juni 2019 geschehen ist und wie es dazu kommen konnte“.
Am 10. August 2020 beschrieb Ernst Hartmanns politische Einstellung als die eines „Reichsbürgers“ und überzeugten Nationalsozialisten. Er halte die Bundesrepublik nicht für einen souveränen Staat und die Bundesregierung für illegal. In Hartmanns Bücherregal hätten Figuren mit dem Hitlergruß, auf seinem Tisch eine Originaldose des Vernichtungsgases Zyklon B als Stiftehalter gestanden. Seine Wohnung sei mit Dekowaffen, Munition, Patronen- und Panzergranatenhülsen, militärischer Kleidung und Büchern über den Zweiten Weltkrieg gefüllt gewesen. Er habe Berichte über den Holocaust als übertrieben und unwahr bezeichnet. Sie hätten gemeinsam öfter Stammtische und Kundgebungen der AfD besucht; er selbst habe 2017 AfD-Wahlplakate aufgehängt. Hartmann habe das Video der Lohfeldener Bürgerversammlung angefertigt, auf dem auch Ernsts Rufe zu hören waren.
Am 27. August 2020 erläuterte der Leiter der Sonderkommission „Lienicke“ Daniel Muth: Die Ermittler hätten Ernst nur mit der Hautschuppe auf Lübckes Hemd, durch Ernsts Aussagen dann Hartmann als Helfer oder Mittäter gefunden. Auf dem von Ernst angegebenen Laufweg zu Lübckes Haus habe man keine Fußspuren Hartmanns gefunden. Dieser hätte dort mehrere Hindernisse überwinden und in den vollen Lichtschein eines Baustellenstrahlers treten, Lübcke hätte ihn dann kommen sehen müssen. Daher bezweifelte Muth Hartmanns Tatbeteiligung.
Weil Hannig Ernst angestiftet haben sollte, Hartmann als den Todesschützen zu benennen, lud das Gericht Hannig als Zeugen vor. Am 22. September 2020 verweigerte er dazu weitgehend die Aussage. Die Staatsanwaltschaft Kassel prüfte daher ein Ermittlungsverfahren gegen ihn wegen Anstiftung zur falschen Verdächtigung.
Am 22. Oktober 2020 behauptete Alexander S., er habe 2014 mit seiner Neonazivergangenheit gebrochen, räumte dann aber ein, er habe auch danach mit Hartmann und dem FKSE-Kader Jonas S. politische Veranstaltungen besucht. Bei den AfD-Demonstrationen in Erfurt und Chemnitz im Herbst 2018 sei er auch mit Ernst in Kontakt gekommen. Bei ihren Threema-Chats am Mordtag habe er Ernst aber nur gebeten, ein Bauteil für ein Studienprojekt für ihn zu drechseln. Nach der Nachricht vom Mordverdacht gegen Ernst habe er den Chat wegen der emotionalen Belastung gelöscht. Mit Hartmann habe er auch über politische und gesellschaftliche Themen gechattet; an konkrete Inhalte und Hartmanns Einstellung erinnere er sich nicht. Bei seinem Telefonat mit Hartmann nur Stunden vor Lübckes Ermordung hätten sie sich nur zu einem gemeinsamen Flohmarktbesuch am nächsten Tag verabredet. S. traf sich auch nach dem Mord mit ihm. Den Nationalsozialismus nannte er „diese frühere Zeit“, den Antisemitismus „große Ablehnung“ und die von ihm besuchten rechtsextremen Aufmärsche „rechts“. Seine Aussage wirkte auf Beobachter als gezieltes Verschleiern seiner fortgesetzten rechtsextremen Haltung.
Eine Zeugin sagte aus, sie habe am 31. Mai 2019 gegen 23:00 Uhr einen nahe Lübckes Haus geparkten Kleintransporter gesehen. Ein Mann mit Baseballmütze und Rucksack sei ausgestiegen. Ein Gutachter des LKA Hessen bezeugte, eine auf Ernsts Wärmebildkamera gefundene Aufnahme von Lübckes Wohnhaus sei am 1. Juni um 1:02 Uhr entstanden. Somit hatte Ernst Lübckes Haus schon in der Nacht vor der Tat vor Ort ausgespäht.
Am 5. November 2020 beschrieb Ernst seine Schulzeit: Schon als Grundschüler habe ihm sein alkoholkranker Vater einen „unbändigen Hass auf Ausländer“ eingebläut und ihm verboten, mit „Kanaken“ zu spielen. Nach dem Umzug nach Taunusstein und dem Bau eines Eigenheims dort habe er sich zurückversetzt und allein gefühlt. In der neuen Schule hätten ihn Schüler mit Migrationshintergrund „drangsaliert“. Es sei zu Schlägereien gekommen. Auf Fragen zu den Motiven seines Rohrbombenanschlags auf eine Flüchtlingsunterkunft erklärte er nach langem Überlegen, er sei überzeugt gewesen: „Alle Ausländer sind schlecht, und die müssen halt weg.“ Er vermied das Wort Rassismus und berief sich auf negative Jugenderfahrungen: Sein alkoholkranker Vater sei „gegen Ausländer“ gewesen. Wegen Prügeleien mit türkischstämmigen Jugendlichen habe er von Migranten „keine gute Meinung“ gehabt. Als Lehrling sei er „über Ausländer sehr negativ eingestellt“ gewesen. Von dem Opfer seines Messerangriffs im Wiesbadener Hauptbahnhof habe er sich sexuell bedrängt gefühlt. Beim Rohrbombenanschlag in Hohenstein sei er wegen der „Sache in Wiesbaden“ und der Ankunft vieler Flüchtlinge in Deutschland aufgebracht gewesen. Eine Freundschaft zu einem türkischstämmigen Mann sei zerbrochen, weil dieser ihn bei der Polizei verpfiffen habe. In der Haft habe er sich von Mitgefangenen mit Migrationshintergrund bedroht gefühlt. Sein Zellennachbar habe ihn nur gegen sexuelle Gefälligkeiten und Geld in Ruhe lassen wollen. Als einzigen Ausweg habe er gesehen, sich „freizuschlagen“. Mit einem Bein eines Metallstuhls aus seiner Zelle habe er den Zellennachbarn attackiert und schwer verletzt. In der Haft habe er sich radikalisiert und sich danach der Kasseler Neonaziszene angeschlossen. Dort habe er sich auch mit Gewalt „für mein Land einsetzen“ wollen. Auf Nachfragen zu seiner Familie, Tochter und Freunden wurde er emotional: Seine politische Einstellung habe dem immer widersprochen, was ihm im Leben wirklich wichtig gewesen sei. Er wisse nicht, „wie ich das wiedergutmachen kann, was ich Herrn Lübcke angetan habe, was ich der Familie angetan habe“, und „empfinde jedes Wort, das ich dazu sage, als heuchlerisch.“
Am 16. November 2020 berichtete Lübckes Witwe Irmgard Braun-Lübcke: Am Mordtag seien sie und ihr Mann voll Freude gewesen, dass ihr Enkelkind erstmals bei ihnen übernachten sollte. Ihr Mann habe sich bei bestem Wetter mit einem Freund vor dem Haus, später auf der Terrasse aufgehalten. Gegen 22:30 Uhr habe sie sich verabschiedet und zu dem Enkelkind begeben. Ihr Mann sei zu dem Gartenstuhl neben dem Tisch auf der Terrasse gegangen. Danach habe sie geschlafen und nichts gehört, bis ihr Sohn sie weckte, der den Vater leblos im Stuhl sitzend gefunden hatte. Sie habe an einen Herzinfarkt gedacht und erst im Krankenhaus vom Projektil im Kopf ihres Mannes erfahren. Sie beschrieb ihn als lebensfrohen Menschen, der immer gern gearbeitet, sich aber auch auf seine bevorstehende Rente gefreut habe. Er habe endlich mehr Zeit mit seiner Familie verbringen wollen. Wenige Wochen später wäre ihr 40. Hochzeitstag gewesen. Der „fiese, perfide Mord“ habe ihm sein Großvaterdasein genommen und auch das Leben der Angehörigen zerstört. Sie wisse nicht, wie sie je wieder zurück ins Leben finden solle. Für ihren Mann mit seiner christlichen Grundeinstellung sei Hilfe für Geflüchtete selbstverständlich gewesen. Es habe ihn getroffen, dass von seinem Appell an menschliche Solidarität in Lohfelden nur ein kontextloser Satz verbreitet wurde, um ihn zum Feindbild zu machen. Bedroht habe er sich nicht gefühlt und nie Angst gehabt, nur Sorge um Angriffe auf seine Familie. Weil aus Worten Taten würden, sei Hartmann für sie mitschuldig an dem Mord. Sein Verhalten, den Prozess schweigend, teils amüsiert, teils hämisch grinsend zu verfolgen, sei sehr verletzend für alle Opferangehörigen. Dann nannte sie ihre Fragen zum Tatverlauf: „Hat mein Mann dem Angeklagten Markus H. ins Gesicht gesehen? Hat er Stephan Ernst gesehen? Was ist wirklich gesprochen worden? Gab es noch ein Gespräch? Konnte er noch weggehen? Warum konnte er sich nicht wehren? Wie war die Konfrontation? Wie, wann hat man ihn berührt? Ich will diese volle Wahrheit, es würde uns helfen, das alles zu verarbeiten.“ Ernsts verschiedene Geständnisse hätten all das verunklart. Sein Verteidiger betonte daraufhin, dass Ernsts Zusage noch gelte, die Fragen zu beantworten. Darauf wandte sie sich direkt an ihn: „Sagen Sie uns die Wahrheit! Nur das kann uns noch helfen. Mein Mann, der Papa, der Opa kommt nicht mehr zurück. Wenn Sie die Situation selbst erlebt hätten, ich weiß nicht, was Sie alles wissen wollten.“
Der forensische Psychiater Norbert Leygraf hatte Ernst im Januar 2020 insgesamt neun Stunden lang befragt und ein 129 Seiten langes Gutachten zu seinem Zustand vorgelegt. Ernst hatte die Untersuchung zunächst abgelehnt und wollte sich dann nur in Gegenwart seines damaligen Anwalts Frank Hannig befragen lassen; dies hatte Leygraf abgelehnt. Am 19. November 2020 trug der Gutachter sein Ergebnis vor: Ernst habe ihm gegenüber ebenso wie vor Gericht ein offenes Gespräch vermieden und versucht, „mit möglichst vielen Worten möglichst wenig preiszugeben“. Zwar habe er sich seine rechtsradikale Ausländerfeindlichkeit möglicherweise als Jugendlicher angeeignet, um vom eigenen Versagen abzulenken, doch sei diese Haltung inzwischen „tief eingeschliffen“. Schon frühere Gutachter und Richter hätten „deutliche dissoziale Verhaltensweisen“ bei ihm bemerkt. Dass er bei seinem Rohrbombenanschlag an einer Borderlinestörung gelitten haben soll, sei nicht nachvollziehbar. Es gebe keine Hinweise auf eine psychische Erkrankung, allenfalls auf nicht pathologische „schizoide Persönlichkeitszüge“: Ernst zeige sich äußerlich kühl, sei innerlich aber „empfindsam gegenüber persönlichen Kränkungen und tatsächlichem oder vermeintlichem Unrecht“. Dazu fantasiere er lange über „Gegenaktionen“. Sein Leben sei auf „zwei Spuren“ verlaufen, eines integrierten bürgerlichen Daseins mit Haus, Familie und Vollzeitjob und eines Mitglieds der gewaltbereiten Neonaziszene in Kassel, das weitere Straftaten beging. Ernsts behauptete Abkehr vom rechtsradikalen Gedankengut zwischen 2009 und 2014 sei nicht glaubhaft und allenfalls kurzfristig gewesen. Leygraf belegte mit früheren Therapieunterlagen, dass Ernst Hartmann schon 2011 wiedergetroffen hatte. Seitdem habe er sich zwar eher bei der AfD wohlgefühlt als in seiner Nazikameradschaft, sich aber dennoch umfangreich illegal für einen vermeintlich drohenden Bürgerkrieg bewaffnet. In Bezug auf die beiden ihm vorgeworfenen Taten sei er voll schuldfähig. In seinen Geständnisversionen gebe es keine Hinweise, dass Lübckes Ermordung durch „psychosoziale Außenfaktoren“ oder „begünstigende Konflikte“ erfolgt sei. Die Tat sei Ausdruck von Ernsts Persönlichkeit und Überzeugungen. Ein „grundlegender und stabiler Wandel“ sei dabei nicht zu erkennen. Ernsts Reuebekundung im ersten Geständnis wirke „wenig authentisch“ und „fast auswendig gelernt“: Seine „geringe affektive Bewegtheit“ widerspreche der „Dramatik seiner Worte“. Eine „grundlegende Kehrtwendung“ sei bei so stark verankerten Überzeugungen psychiatrisch kaum zu erklären. Ernsts Kontakt zu einem Aussteigerprogramm ändere dies nicht. Vor Gericht habe er vor allem dann Emotion gezeigt, als er Taten von Islamisten als „Schlüsselerlebnisse“ seiner Radikalisierung beschrieb. Bei seinem Bericht zum Tatverlauf dagegen habe er gefasst gewirkt und Gefühle eher vorgeführt, um die lange geplante Tat mit einer „affektiven Note“ zu versehen. Leygraf sah einen bleibenden „Hang zur Begehung schwerer Straftaten“ bei Ernst und ermöglichte damit dessen Sicherungsverwahrung nach einer möglichen Haftstrafe.
Am 3. Dezember 2020 wiederholte Ernst zuerst, sein Mord an Lübcke sei eine „furchtbare“, nicht wieder gut zu machende Tat gewesen. Er wolle die rechtsextreme Ideologie mit Hilfe eines staatlichen Aussteigerprogramms ablegen und dem entgegentreten, „was diese Tat ganz sicher in rechtsextremen Kreisen ausgelöst hat“. Dann verlas er vorbereitete Antworten auf die Fragen, die Irmgard Braun-Lübcke ihm gestellt hatte:
- Lübcke habe Hartmann dreimal ins Gesicht gesehen, als dieser auf die Terrasse getreten sei, ihn angesprochen habe und er geantwortet habe, sie sollten verschwinden. Lübcke habe auch Ernst angeblickt, als dieser auf die Terrasse kam und die Waffe auf ihn richtete.
- Es habe einen Wortwechsel gegeben: Hartmann habe „Zeit zum Auswandern“ gerufen, Lübcke habe gerufen „Verschwinden Sie!“ und er, Ernst, habe gerufen: „Für so einen wie dich gehe ich jeden Tag arbeiten“.
- Lübcke habe aufgeschrien und sich aufsetzen wollen, habe aber keine Chance mehr gehabt, wegzugehen oder sich zu wehren. Er, Ernst, habe Lübcke in den Gartenstuhl gedrückt und dabei seinen Satz gesagt.[225]
- Sie hätten sich der Terrasse aus unterschiedlichen Richtungen genähert, Hartmann von vorn, Ernst von der Seite, und die Tat wie verabredet rasch ausgeführt. Hartmann habe zuletzt gerufen „Los, abhauen!“[226]

Irmgard Braun-Lübcke forderte Ernst nochmals auf, auf weitere Fragen „präzise und eindeutig“ zu antworten: „Wir wollen die volle Wahrheit, wie es wirklich war.“ Ernst beantwortete dann 24 Fragen des Opferanwalts Holger Matt zur Planung der Tat; wann, wie oft und mit wem er am Tatort gewesen war; wie oft er Lübcke auf der Terrasse sitzen sah; was er mit Hartmann besprochen und welchem seiner Verteidiger er welche Tatversion erzählt hatte. Danach fragte Irmgard Braun-Lübcke nochmals, ob ihr Mann zuletzt wirklich Hartmann ins Gesicht blickte. Ernst bejahte.
Ernst hatte auf Fragen, wie oft er sich am Grundstück der Lübckes aufhielt, allein oder begleitet, bewaffnet oder unbewaffnet, immer wieder verschiedene Angaben gemacht. Diesmal ergänzte er, 2018 seien er und Hartmann zusammen in Istha auf eine Anhöhe gestiegen und hätten Lübcke im Gespräch mit einer anderen Person gesehen. Er habe damals hingehen wollen, Hartmann habe ihn zurückgehalten. Der Opferanwalt vermutete, die zweite Person sei Lübckes ältester Sohn Christoph gewesen, der mit seiner Frau neben dem Elternhaus wohnte und einmal zwei Fremde in dessen Nähe gesehen hatte. Ernst konnte sich nicht an dessen Gesicht erinnern, aber daran, dass beide Personen nahe einem rötlichen Neubau gestanden hätten. Christoph Lübcke bestätigte, dass sein Haus so aussah und damals gerade fertig geworden war. Demnach hatten Ernst und Hartmann Lübckes Grundstück gemeinsam ausgespäht. Dies galt als starkes Indiz für ihre Fixierung auf Lübcke und den Tatort.
Laut Prozessbeobachtern war Ernst seit August 2020 zwar bereit, alle Fragen zu beantworten, nutzte dies aber vor allem zum Bekräftigen seiner dritten Geständnisversion und wiederholte Bekanntes dazu. Bei präzisen Nachfragen produzierte er neue Widersprüche in einigen Details, etwa, dass er eine auf Hartmann registrierte Waffe durchgängig oder nur zeitweise besessen, Bier an einer Tankstelle mit der EC-Karte oder bar bezahlt habe; vielleicht habe er eine andere Tankstelle gemeint. Das Bier war für das Treffen mit Hartmann im April 2019 bestimmt, bei dem sie beschlossen hätten, Lübcke zu töten. Richter Sagebiel kommentierte: Ernst biete immer wieder „situativ angepasste neue Erinnerungsfetzen“ an. Das Gericht werde Widersprüche und Unklarheiten in Ernsts Aussagen zu klären versuchen. Darum werde der Prozess wohl bis Januar 2021 dauern.

### Beweisaufnahme zu Markus Hartmann
Markus Hartmann wurde wegen Beihilfe zum Mord an Lübcke und Verstößen gegen das Waffenrecht angeklagt. Laut Anklageschrift förderte er Ernsts Mordanschlag durch gemeinsame Schießübungen in Wäldern und Schützenvereinen. Durch das Waffentraining und ihre gemeinsamen Besuche rechtsextremer Veranstaltungen habe er Ernsts Entschluss bestärkt, Lübcke umzubringen, ihm Zuspruch und Sicherheit für die Tat vermittelt. Spätestens ab Juli 2016 habe er für möglich gehalten, dass Ernst einen Politiker aus rechtsextremen Motiven ermorden könnte, und dies billigend in Kauf genommen. Doch sei er nicht in die konkreten Anschlagspläne gegen Lübcke eingeweiht und in der Tatnacht auf Lübckes Terrasse nicht dabei gewesen.
Durch Ernsts wechselnde Geständnisversionen wurde der Vorwurf der Mordbeihilfe gegen Hartmann unglaubwürdig. Am 1. Oktober 2020 entließ das Gericht ihn aus der Untersuchungshaft, weil ihm die Indizien für einen dringenden Tatverdacht auf Mordbeihilfe nicht ausreichten. Zwar seien Hartmann und Ernst befreundet gewesen, hätten dieselbe rechtsextreme Gesinnung geteilt und gemeinsame Schießübungen absolviert. Doch weder sei erwiesen, dass Hartmann Lübckes Ermordung für möglich hielt, noch dass er Beihilfe dazu in Kauf genommen habe.
Das Verfahren gegen Hartmann wegen möglicher Mordbeihilfe wurde fortgesetzt. Die Bundesanwaltschaft wollte gegen seine Haftentlassung Beschwerde einlegen. Das BKA ermittelte weiter gegen ihn wegen des Verdachts der Terrorismusfinanzierung und prüfte seine mutmaßlichen Waffen- und Munitionsgeschäfte. Die Ermittler gaben ihren Anfangsverdacht auf, er habe eine Patrone mit geringer Durchschlagskraft angefertigt, um eine sichtbare Austrittswunde zu verhindern und Lübckes Todesursache länger zu tarnen. Die Polizei Hessen stuft ihn weiter als „Gefährder“ ein, der nach der BKA-Definition jederzeit „politisch motivierte Straftaten von erheblicher Bedeutung“ begehen könne.
Weil Frank Hannig die Aufhebung des Haftbefehls von Hartmann in einer Mail an die Opferfamilie als „Fehlentscheidung des Oberlandesgerichts“ bezeichnet hatte, beantragte der Opferanwalt Holger Matt am 16. November 2020, Hannigs Handakte zu beschlagnahmen. Er vermutete darin Belege für Hartmanns Mittäterschaft am Mord. Dem schloss sich Ernsts Verteidiger an und beantragte zudem, zum Sichern solcher Belege auch Hannigs Mobiltelefon und Tablet zu beschlagnahmen. Ende November 2020 lehnte das Gericht die Anträge zunächst ab, weil es keine Anhaltspunkte gebe, dass Hannigs Handakte für die Urteilsfindung bedeutsame Äußerungen von Ernst enthalte. Lübckes Angehörige zeigten sich entsetzt und werteten die Ablehnung als Weigerung, Hartmanns mögliche Tatbeteiligung aufzuklären. Sie vermuteten, das Gericht wolle dessen Haftentlassung decken; es verhalte sich seit Monaten auffällig freundlich gegenüber Hartmann und seinen Verteidigern. Daraufhin ließ das Gericht am 1. Dezember 2020 Hannigs Handakte zu Ernst sicherstellen, um zu klären, wie Ernsts verschiedene Geständnisse zustande kamen, welche Geständnisversion zutraf, wie der Mord tatsächlich ablief und welche Rolle Hartmann dabei spielte. Nach Durchsicht der Akten wollte das Gericht entscheiden, welche Teile beschlagnahmt werden können.
Am 3. Dezember 2020 sagte BGH-Haftrichter Marc Wenske aus, Hartmann habe seinen Haftbefehl am 27. Juni 2019 mit ungewöhnlicher „Kälte und Abgeklärtheit“ entgegengenommen und juristisch versiert gefragt, warum er „nur wegen Beihilfe zum Mord“, nicht aber wegen „Mitgliedschaft in einer terroristischen Vereinigung“ beschuldigt werde. Er müsse gewusst haben, dass dazu mindestens drei Personen nötig gewesen wären. Daraus schlossen Anklage und Nebenkläger, Hartmann sei seine Mittäterschaft bewusst und er kenne mögliche weitere Mitwisser. Laut seinem Verteidiger war seine Frage nicht abwegig, weil er von den Ermittlungen gegen den Waffenhändler Elmar J. gewusst habe. Dann wurden Teile von Hannigs sichergestellter Handakte vorgelegt. Darin fanden sich augenscheinlich ältere Notizen, wonach Ernst allein handelte, und jüngere, in denen er Hartmann als Mittäter benannte. Nur einige Notizen waren datiert. Bei einer Notiz, dass Ernst den tödlichen Schuss Hartmann anlastete, hatte Hannig angemerkt: „Der verarscht uns“. Demnach erfand Ernst selbst, nicht Hannig, die Version, dass Hartmann Lübcke „versehentlich“ erschossen habe. Richter Sagebiel betonte, man könne eine Handakte „frisieren“, zumal auch gegen Hannig ermittelt werde. Daher habe die Akte nur einen „sehr geringen Beweiswert“. Daraufhin fragte Irmgard Braun-Lübcke Ernst, ob neben ihm und Hartmann weitere Personen an der Planung des Mordes beteiligt waren. Dies verneinte er.
In der Hauptverhandlung äußerte sich Hartmann nicht, fiel aber immer wieder durch sein Grinsen bei bestimmten Aussagen auf. Seine Mimik wurde als hinterhältig, anmaßend, selbstherrlich und verhöhnend wahrgenommen. Oberstaatsanwalt Dieter Killmer forderte ihn einmal auf, diesen offenkundigen Spott zu unterlassen.

### Beweisaufnahme zum Angriff auf Ahmed I.
Ab Oktober 2020 erfolgte die Beweisaufnahme zum Angriff auf den Iraker Ahmed I. am 6. Januar 2016. Ein Fahrradfahrer hatte ihm von hinten eine lebensgefährliche Stichwunde am Rücken zugefügt, die bleibende Folgeschäden hinterließ. Ein Experte für DNA-Analysen hatte an dem bei Ernst gefundenen Messer unvollständige DNA-Proben gesichert, von denen er 16 Merkmale dem Opfer zuordnen konnte. Ein spezielles Merkmal komme im Irak oft, in Deutschland dagegen sehr selten vor. Am 20. Oktober sagte ein Rechtsmediziner aus, der Ahmed I. 2016 nach dessen Operation untersucht hatte: Der Stich sei mit erheblicher Kraft und wegen des Stichkanals höchstwahrscheinlich mit einem Messer ausgeführt worden. Das bei Ernst gefundene neun Zentimeter lange Messer passe zu der Wunde, lasse sich aber nicht eindeutig als Tatwaffe identifizieren. Ein LKA-Beamter, der drei Fahrräder von Ernst mit den unscharfen Täterfotografien einer Überwachungskamera verglichen hatte, sagte aus: Eins der Räder könnte darauf zu sehen sein. Nicht auszuschließen sei aber, dass es nur ein ähnliches Fahrrad war.
Am 27. Oktober 2020 berichtete der Iraker Ahmed I. als Nebenkläger einigen Medien seine Geschichte. Er wollte Musiker werden, musste vor der Terrororganisation Islamischer Staat aus seiner Heimatstadt Mossul fliehen, fand im Oktober 2015 in Deutschland Asyl und wurde mit 800 Geflüchteten in Lohfelden untergebracht. Am Abend des 6. Januar 2016 wurde er beim Zigarettenholen von hinten überfallen und niedergestochen. Die Stichwunde verletzte einen Brustwirbel, die Rückenmarkshaut, das Rückenmark, durchtrennte zwei Nervenstränge und verfehlte nur knapp eine wichtige Arterie. Der Angriff habe sein Leben zerstört. Er habe dauernd Schmerzen, müsse täglich Tabletten nehmen, spüre seine Beine kaum noch, schlafe schlecht und sei seither arbeitsunfähig. Er sei erstmals im Krankenhaus vernommen worden und habe einen Nazi als Täter vermutet, da er sonst keine Deutschen kannte. Jedoch hätten Polizei und Ämter ihn nicht ernst genommen und unterstützt, sondern ihm eher Angst gemacht. Er habe nie mehr von den Ermittlern gehört und sich nach Ernsts Festnahme von sich aus bei den Behörden gemeldet. Seither seien bei seiner Wohnung Hakenkreuzgraffiti aufgetaucht. Zwar wolle er sich nicht von Nazis einschüchtern lassen, rechne aber mit weiteren hinterhältigen Angriffen. Ob er in Deutschland bleiben werde, wolle er erst nach dem Prozess entscheiden. Er hoffe, dass dieser alle Hintergründe der Tat aufdecken werde.
Nach Ernsts Festnahme hatte sich Ahmed I. selbst an die Ermittler gewandt, so dass sein Fall nochmals untersucht wurde. Obwohl er Nazitäter vermutete und Nazis damals stark gegen Migranten mobilisierten, suchten die Ermittler den Angreifer zuerst unter seinen Mitbewohnern und inhaftierten einen davon. Sein Anwalt Alexander Hoffmann, der schon im NSU-Prozess Nebenkläger vertreten hatte, kritisierte dies und verwies darauf, dass die Ermittler das Messer mit eindeutigeren DNA-Merkmalen damals bei Ernst hätten finden und so den Mord an Lübcke verhindern können.
Hoffmann betonte, dass Ahmed I. körperlich und seelisch noch immer unter den Verletzungsfolgen leide und von Ernsts Täterschaft überzeugt sei. Eine Verurteilung sei für ihn enorm wichtig, um mit dem Angriff abschließen zu können. Er sei jahrelang nicht als ein Opfer rassistischer Gewalt gesehen worden. Dass die Polizei seine Hinweise auf Nazitäter nicht ernst genommen habe, sei ein Beispiel für institutionellen Rassismus. Er halte alle Aussagen Ernsts zu dessen Reue und Abkehr von seiner rassistischen, nationalsozialistischen Einstellung für „rein funktional und frech gelogen“. Jedoch signalisierte das Gericht, dass es Ernst wegen mangelnder Beweise vom Messerangriff auf Ahmed I. freisprechen werde.

### Schlussplädoyers
Am 12. Januar 2021 plädierte Nebenklageanwalt Holger Matt vier Stunden lang: Entgegen der Anklage glaube die Familie Lübcke bezüglich des Tatverlaufs Ernsts dritter Geständnisversion. Die DNA-Partikel auf Lübckes Hemd bewiesen eine Berührung zwischen Täter und Opfer. Diese sei nur plausibel, wenn sie vor, nicht nach dem tödlichen Schuss erfolgt sei. Ernst habe Lübcke auf den Stuhl zurückgedrückt, als dieser aufstehen wollte. Lübcke habe dabei nach vorn zu Hartmann geblickt, der direkt vor ihm gestanden habe. Dann habe Ernst ihn gemäß dem Obduktionsbefund von der Seite erschossen. Demnach habe er nicht vor oder hinter, sondern neben dem Opfer gestanden. Die Berührung sei also nur erklärbar, wenn man annehme, dass Ernst bei der Tat nicht allein war. Bei einem Schuss aus dem Hinterhalt hätte er keinen Grund gehabt, Lübcke noch zu berühren, statt sofort zu fliehen. Hätte Lübcke nur ihn allein bemerkt, dann hätte er sich zu ihm gedreht. Ernst habe diesen Verlauf auf eindringliche Fragen von Irmgard Braun-Lübcke bestätigt. Ohne Hartmanns Beteiligung hätte es den Mord an Lübcke nicht gegeben. Daher müsse er als Mittäter verurteilt werden, mindestens gemäß der Anklage des Generalbundesanwalts zu neun Jahren und acht Monaten Haft. Matt erinnerte an die Entscheidung der Familie Lübcke, trotz Traumatisierung am schmerzhaften Strafprozess teilzunehmen, um wie das Mordopfer die „wehrhafte Zivilgesellschaft“ zu vertreten. Der Prozess habe eine um sich greifende „Hasspolitik“ und Manipulation der öffentlichen Meinung offenbart, wie mit dem von Hartmann verkürzten Video von Lübckes Aussagen bei einer Bürgerversammlung; ferner ein „Komplettversagen“ des Verfassungsschutzes, der den Angeklagten trotz Vorstrafen und langjähriger Beobachtung den Waffenbesitz ermöglicht habe. Daher dürfe der Staat „nie wieder auf dem rechten Auge blind sein oder naiv agieren“.
Am 21. Januar 2021 hielten Ernsts Verteidiger ihre Plädoyers. Jörg Hardies wies die Anklage des Mordversuchs an Ahmed I. als völlig unbegründet zurück: Diesen Vorwurf habe die Bundesanwaltschaft konstruiert, um eine Sicherungsverwahrung gegen Ernst zu begründen. Mustafa Kaplan bestritt, dass Ernst Lübcke aus Heimtücke und niedrigen Beweggründen erschossen habe: Lübcke sei im Gartenstuhl sitzend zwar wehrlos, aber durch die Bedrohung mit einer Waffe nicht arglos gewesen. Ernst habe die Tat nicht zum eigenen Vorteil begangen, sondern irrtümlich geglaubt, „im Allgemeininteresse zu handeln“. Seine Kindheit sei eine „Hölle aus Gewalt, Angst und Einsamkeit“ gewesen. Vom Vater habe er den Hass auf Ausländer übernommen und behalten, um so väterliche Anerkennung zu erlangen. Dies entschuldige nichts, erkläre aber Ernsts „Defizite und Brüche und die Gewalt, die von ihm ausgeht“. Er habe in einer rechtspopulistischen Blase gelebt, nur von Gleichgesinnten umgeben. Lübcke sei für Ernst „kein namenloser Repräsentant des Staates“, sondern konkret Verantwortlicher für eine aus seiner Sicht verfehlte Flüchtlingspolitik gewesen. Er habe die Tat gemeinsam mit Markus Hartmann geplant und ausgeführt, aber dann anders als dieser umfassende „Aufklärungsarbeit“ zu den Tathintergründen geleistet: „Der eine redet, beantwortet Fragen und zeigt Reue. Der andere schweigt, grinst und provoziert.“ Ernst habe ein von Reue getragenes volles Geständnis abgelegt, alle Fragen der Anklage und der Familie Lübcke beantwortet und dazu auch vier Verteidiger teilweise oder ganz von ihrer Schweigepflicht entbunden: „Mehr geht nicht.“ Ernsts Versprechen, alle Fragen der Opferangehörigen zu beantworten, gelte lebenslang. Kaplan forderte für Ernst eine „verhältnismäßige Haftstrafe“ wegen Totschlags, nicht Mordes. Ernst habe mit dem Messerangriff auf Ahmed I. nichts zu tun und sei vom Vorwurf des versuchten Mordes freizusprechen. Der Anwalt von Ahmed I. nannte Kaplans Forderung „eine Frechheit“, weil Ernst die Beantwortung jeglicher Nachfragen der Nebenklageanwälte und des Gerichts zu jener Tat verweigert hatte.
Am 26. Januar 2021 hielten Hartmanns Anwälte Björn Clemens und Nicole Schneiders insgesamt fünfstündige Plädoyers. Beide sind aktive Rechtsradikale und lehnten die Anklage auf Mordbeihilfe von Beginn an als „politischen Prozess“ gegen einen „vorverurteilten“ Mandanten ab. Sie betonten, Ernsts verschiedene Aussagen zum Tatverlauf seien unglaubwürdig; er habe sich mehrmals selbst „der Lüge überführt“ und versuche die Schuld an seinem Fehlverhalten auf andere abzuwälzen. Seine rechtsextreme Weltsicht sei so eingeschliffen, dass Hartmann ihn gar nicht hätte radikalisieren können. Er habe nichts von Ernsts konkreter Tatplanung gewusst und diese daher weder mittragen noch unterstützen können. Er habe auch nicht gewusst, dass ein von ihm gekauftes Deko-Maschinengewehr nicht ordnungsgemäß unbrauchbar gemacht worden sei. Hartmann werde anders als Ernst keine Reue bekunden, weil er nichts zu bereuen habe. Er sei kein Brandstifter oder Agitator, Scharfmacher und Demagoge, der Ernst radikalisiert und aufgehetzt habe. Er sei daher von allen Anklagepunkten freizusprechen. Zudem solle er „für die erlittene Untersuchungshaft“ entschädigt werden.
Die Anwälte verknüpften ihre juristischen Argumente mit einer langen Polemik: Der deutsche Staat verfolge „Patrioten“ und lasse Linksextreme gewähren. Hartmann habe seit 2009 das „Musterbeispiel eines legalen Lebens“ geführt, als Teilnehmer an rechten Kundgebungen nur sein Grundrecht und mit seiner Veröffentlichung des Videos von Lübckes Lohfeldener Auftritt nur legitime Kontrolle von Mandatsträgern ausgeübt. Ein Bürger, der gegen den drohenden „Volkstod“ politischen Widerstand leiste und „die Identitätswahrung vom Staat einfordert“, dürfe nicht kriminalisiert werden. Dabei berief sich Schneiders auf einen Satz aus dem Teso-Urteil des Bundesverfassungsgerichts (BVerfG) von 1987, ließ aber außer acht, dass jenes Urteil eine rein ethnische Definition des deutschen Staatsvolks gerade ausschloss und das BVerfG dies 2017 im Urteil zum zweiten NPD-Verbotsverfahren bekräftigt hatte. Ernst erklärte in seinem Schlusswort, eben von jenen politischen Aussagen in den Plädoyers von Hartmanns Anwälten wolle er sich abwenden. Hartmann sagte nur, nicht alle Aussagen im Prozess hätten zur Aufklärung beigetragen.

### Urteil
Am 28. Januar 2021 verurteilte das Gericht Ernst für den Mord an Walter Lübcke zu einer lebenslangen Freiheitsstrafe und stellte die besondere Schwere der Schuld fest. Zur Begründung führten die Richter Thomas Sagebiel und Christoph Koller aus:
- Ernst habe die Tat allein geplant und ausgeführt. Der angeblich gemeinsame Plan mit Hartmann sei unglaubwürdig: Zuerst habe Ernst nur eine Absprache zur Einschüchterung, dann zur Tötung Lübckes behauptet und letztere ins Frühjahr 2019 datiert. Er habe den eigenen Freund belastet, um den Vorwurf der Heimtücke auszuräumen.
- Seit der Bürgerversammlung in Lohfelden 2015 habe er seinen „Fremdenhass“ zunehmend auf Lübcke projiziert und die allmähliche Entstehung des Mordentschlusses in seinem ersten Geständnis stimmig dargestellt.
- Sein „überlagerndes Motiv“ sei eine seit frühester Jugend verfestigte „völkisch-nationalistische“, rechtsradikale und rassistische Gesinnung gewesen. Diese habe seine Handlungen bestimmt und ihn schon früher zu Gewalttaten getrieben. Mit diesem niedrigen Beweggrund liege eine besonders schwere Schuld vor.
- Der Messerangriff auf Ahmed I. sei Ernst nicht nachzuweisen.
- Er sei infolge eines „Hangs zu erheblichen Straftaten“ eine Gefahr für die Allgemeinheit. Darum sprach das Gericht aus, dass die Anordnung einer Sicherungsverwahrung nach mindestens 15 Jahren Haft vorbehalten bleibt (§ 66a StGB), ordnete sie selbst aber wegen des fehlenden Beweises für die zweite Tat nicht direkt an.
- Man habe Hartmann weder nachweisen können, dass er am Mord beteiligt war, noch, dass er Ernst in seinem Tatentschluss bestärkt habe. Daher wurde Hartmann vom Vorwurf der Mordbeihilfe freigesprochen.
- Weil er eine Deko-Waffe unrechtmäßig und ohne sich um Legalität zu kümmern erworben hatte, wurde er zu 18 Monaten Haft verurteilt, die zur Bewährung ausgesetzt wurde.

Vorab hatte Sagebiel betont, die Freisprüche beruhten nicht auf der Überzeugung von der Unschuld, sondern auf Zweifeln an der Schuld der Angeklagten.
Lübckes Angehörige waren vom Urteil enttäuscht, besonders vom Freispruch für Hartmann von der Mordbeihilfe und davon, dass die letzten Augenblicke vor dem tödlichen Schuss ungeklärt geblieben waren. Martina Renner (Die Linke) stimmte dem zu. Politiker anderer Parteien begrüßten das Urteil dagegen als angemessen, betonten aber, es sei ein Signal, verstärkt gegen Hass und Hetze, Rassismus und Rechtsextremismus einzutreten. Hartmann dürfe nun nicht aus dem Blickfeld der Polizei und des Verfassungsschutzes geraten. Der Untersuchungsausschuss im hessischen Landtag werde Versäumnisse bei den Sicherheitsbehörden hoffentlich weiter aufklären. Der Opferbeauftragte der Bundesregierung Edgar Franke und die Kölner Oberbürgermeisterin Henriette Reker, die einen rechtsextremen Mordanschlag knapp überlebt hatte, mahnten, die politische Aufarbeitung fortzusetzen: „Spätestens seit den NSU-Morden hätten wir nicht die Augen verschließen dürfen vor politischen Morden aus der rechten Ecke“. Franke verwies auf die alltägliche Gefährdung der Demokratie durch Rechtsextremismus: „Drohungen sind für viele, die sich politisch engagieren, beinahe Alltag geworden.“ Gerade kommunalpolitisch Engagierte, ob haupt- oder ehrenamtlich, müssten viel besser geschützt werden als bisher. Hanning Voigts (FR) kommentierte: Weil die Justiz den rechten Terror nicht allein aufarbeiten und abschaffen könne, müssten dazu jetzt andere aktiv werden: „ein Sicherheitsapparat, der die rechte Gefahr auch in den eigenen Reihen ernst nimmt, […] ein hessischer Lübcke-Untersuchungsausschuss, der mögliches Behördenversagen aufarbeitet, […] eine Gesellschaft, die dem Rassismus den Kampf ansagt und sich schützend vor alle stellt, die von Rechtsextremen zum Abschuss freigegeben werden. Nur solidarisch werden die wohlmeinenden Menschen den nächsten rechten Anschlag verhindern können.“
Bis zum 4. Februar 2021 legten alle am Prozess Beteiligten aus verschiedenen Gründen Revision gegen das Urteil ein.
Am 2. Juni 2021 mahnte Lübckes enger Freund Michael Brand: Im Prozess seien nicht alle Beweismöglichkeiten zu Tathergang und Tatortanalyse ausgeschöpft worden. Ernst habe vor dem Mord Kontakte zu zwei weiteren Personen gehabt, sei in regionale und überregionale Netzwerke eingebunden und mit der Hetzkampagne gegen Lübcke verbunden gewesen: „Auch das sind moralische Mittäter, die ihre Finger sozusagen mit am Abzug hatten.“ Jeder Einzelne müsse dem Verbreiten von Hass und Hetze in seinem Umfeld widersprechen. Das hätte sich Lübcke auch gegen die Störer bei der Bürgerversammlung 2015 gewünscht; schon etwas öffentlicher Widerspruch hätte andere Folgen bewirken können. Die Parteien der konservativen und liberalen Mitte müssten „entschieden Gegner unserer Demokratie stellen, die mittlerweile innerhalb der Institutionen diese Demokratie bekämpfen. Es gibt eine direkte Linie von der Hetze von Höcke, Weidel, Gauland und Co. zu Taten bis zum Mord an Walter Lübcke und auch anderen. Wir haben uns zu lange an zu viel gewöhnt. Das darf nicht sein. […] Wir alle müssen uns allen Extremisten aufrecht und klar in den Weg stellen.“

### Revisionsverfahren
Im April 2022 entschied der Bundesgerichtshof (BGH), alle Revisionsanträge gegen das OLG-Urteil zuzulassen und in einer gemeinsamen Hauptverhandlung am 28. Juli 2022 zu verhandeln. Am 25. August 2022 bestätigte der BGH das OLG-Urteil und verwarf alle Revisionsanträge, weil das OLG „keine durchgreifenden Rechtsfehler“ bei der Beweiswürdigung gemacht habe. Damit blieb der Freispruch für Markus Hartmann vom Vorwurf der Mordbeihilfe bestehen, und der genaue Verlauf des Mordes blieb ungeklärt. Stephan Ernst blieb als Alleintäter verurteilt und vom versuchten Mord an Ahmed I. freigesprochen.

### Prozesskosten
2021 hatte der Staatsschutzsenat des OLG Frankfurt Ernst gemäß seines Strafmaßes 180.000 Euro  Verfahrenskosten auferlegt. 2022 wurde dies rechtskräftig. Um die Summe einzutreiben, beantragte der Generalbundesanwalt, eine bestehende Sicherungshypothek von 150.000 Euro auf Ernsts Grundbesitz in eine Zwangshypothek umzuwandeln und diese um 30.000 Euro zu erhöhen. Das zuständige Amtsgericht trug die weitere Hypothek ein und lehnte Ernsts Antrag ab, die Erhöhung zu löschen. Das OLG Frankfurt entschied am 11. April 2025, dass die Eintragung zwar inhaltlich richtig sei und nicht gelöscht werden müsse. Formal aber wäre bei Strafverfahren ausnahmslos die Gerichtskasse, nicht der Generalbundesanwalt, für das Eintreiben der Gerichtskosten zuständig gewesen. Daher müsse das Amtsgericht einen Amtswiderspruch gegen die Zusatzhypothek in das Grundbuch eintragen. Weil aber das Vorgehen des Generalbundesanwalts üblich zu sein scheine, ließ das OLG eine Rechtsbeschwerde gegen den Beschluss zu, um eine höchstrichterliche Klärung der Rechtsfrage zu ermöglichen.

## Strafprozess gegen Elmar J.
Im Mai 2021 klagte die Generalstaatsanwaltschaft Düsseldorf Elmar J. wegen fahrlässiger Tötung durch vorsätzliches und illegales Handeln sowie wegen Verstößen gegen das Waffengesetz an: Er habe ab 2016 an Stephan Ernst illegal Waffen verkauft, darunter die spätere Mordwaffe samt Munition. Dabei habe er Ernsts völkisch-nationalistische und rassistische Grundhaltung gekannt und gewusst, dass Ernst sich die Waffen nicht zur Selbstverteidigung zulegte. Der Vorwurf beruhte auf Ernsts Aussage, er habe 2016 das Haus der Familie Lübcke ausgekundschaftet und 2017 den Rossi-Revolver von Elmar J. gekauft.
Am 5. Januar 2022 begann der Strafprozess gegen J. am Landgericht Paderborn. Sein Verteidiger räumte den Verstoß gegen das Waffengesetz ein, bestritt aber, dass J. die Mordwaffe an Ernst verkauft, seinen Mordplan gekannt und ihm zugetraut habe, einen Menschen zu überfallen und zu töten. Oberstaatsanwalt Dieter Killmer räumte ein, dass Ernst durch seine verschiedenen Versionen zum Tatverlauf die Aufklärung des Verbrechens erheblich erschwert habe. J.s Nachbar sagte aus, J. habe ihm nach Ernsts Festnahme mitgeteilt, dass er 2016 eine 4-mm-Waffe an Ernst verkauft habe, und befürchtet, damit sei Lübcke getötet worden; von einem Rossi-Revolver habe er nie gesprochen. Polizeibeamte fanden in J.s Haus überall unversteckt Patronen sowie leere Waffenkoffer und eine Reichskriegsflagge. Auf der Theke von J.s Gaststätte fanden sie eine Holzfigur mit Oberlippenbart und zum Hitlergruß hochgerecktem rechten Arm sowie Bilder von der Wehrmacht. J.s Anwalt räumte J.s „Affinität zum Dritten Reich“ ein; sein Vater sei Wehrmachtssoldat gewesen und verwundet aus dem Krieg zurückgekehrt. Bei seiner Festnahme, so ein Kriminalbeamter, habe J. pausenlos über seine Waffenverkäufe geredet und bezeugt, dass Ernst ihm gesagt habe: Wenn im Raum Kassel mal etwas passiere, sei er „aufm Schirm der ganzen Polizei“. Ernst selbst wollte im Prozess gegen J. nicht aussagen. Lübckes Angehörige erwarteten keinen Beitrag J.s zur weiteren Aufklärung des Mordes: „Da Verkäufer und Käufer ihre Gesinnung eint“, habe J. bestimmt gewusst, dass Ernst die Waffen nicht zur Selbstverteidigung kaufte.
Ernst berief sich wegen laufender Revisionsanträge zum Hauptverfahren auf sein Aussageverweigerungsrecht. Das Landgericht lehnte einen Antrag des Generalstaatsanwalts ab, das Verfahren gegen J. bis zum Abschluss der Revision auszusetzen. Daher wurde Ernst nicht zu seiner Aussage befragt, J. habe ihm die Mordwaffe verkauft. Am 26. Januar 2022 verurteilte das Landgericht J. wegen des illegalen Besitzes von scharfer Munition zu einer Geldstrafe, sprach ihn aber aus Mangel an Beweisen vom Vorwurf des Verkaufs der Mordwaffe an Ernst frei. Den Verdacht der Mordbeihilfe hatte das Gericht zuvor fallengelassen.
Nachdem Ernst rechtskräftig als Mörder Lübckes verurteilt war, beantragte die Generalstaatsanwaltschaft Düsseldorf Revision des Teilfreispruchs für J., um Ernst nunmehr als Zeugen zum Kauf der Mordwaffe zu befragen. Am 28. Juni 2023 lehnte der Bundesgerichtshof den Antrag jedoch ab. Wer Ernst die Mordwaffe verkauft hatte, blieb somit ungeklärt.

## Spätere Reaktionen
Im Februar 2023 nahm Lübckes ältester Sohn Christoph erstmals öffentlich zum Mord an seinem Vater und den Folgen Stellung: Seit den Morddrohungen nach dem Video von der Bürgerversammlung in Lohfelden sei der Familie die Gefahr klar gewesen. Aus der CDU sei „wenig bis nichts“ an Unterstützung gekommen. Vielmehr hätten Parteifreunde sogar ihn als Sohn gefragt, was sein Vater in Lohfelden „Seltsames“ gesagt habe. Lübcke habe sich sehr isoliert gefühlt. Die Mordaufrufe unter dem von Erika Steinbach erneut geposteten Video seien nie geahndet worden. Die Staatsbehörden hätten den Mord bei rechtzeitiger Aufmerksamkeit für die rechtsextreme Gefahr verhindern können. Hessens Landesregierung müsse die Versäumnisse konsequent aufklären. Er kritisierte den BGH-Beschluss gegen die Revision: Die Familie sei überzeugt, dass Ernst den Mord nicht allein ausgeführt haben könne, da an der Hauswand, wo Lübcke saß, keine Schmauchspuren gefunden wurden. Hartmann müsse mit dort gewesen sein und Lübcke abgelenkt haben, so dass Ernst diesen seitlich erschießen konnte. Dass das Gericht dieser Spur nicht nachgehen wollte und die Einzeltäterthese festhielt, sei für die Familie weiterhin nicht nachvollziehbar. In deren Namen appellierte er: „Wenn jemand angegriffen wird, dann muss man gemeinsam Flagge dagegen zeigen – gerade, wenn der Angriff aus dem rechten Lager oder aus anderen gefährlichen Spektren kommt.“ Der Mord sei ein Weckruf an die Politik und alle deutschen Staatsbürger, die Demokratie zu schützen.
Am 22. Februar 2025, zum Abschluss des Wahlkampfs zur Bundestagswahl 2025, sagte der Kanzlerkandidat der CDU/CSU Friedrich Merz: „Ich frage mal die ganzen, die da draußen rumlaufen, Antifa und Gegen Rechts: Wo waren die denn, als Walter Lübcke in Kassel ermordet worden ist von einem Rechtsradikalen?“ Er bestritt damit die Demonstrationen, die 2019 nach dem Mord an Lübcke unter anderem in Kassel stattgefunden hatten. Dies stieß auf viel Kritik. Die taz nannte die Aussage eine Verdrehung von Tatsachen, da gerade Anhänger der Linkspartei und der Grünen 2019 gegen Lübckes Mörder und dessen Anhänger demonstriert hatten, die Unionsparteien kaum. Der Kanzlerkandidat der Grünen Robert Habeck nannte die Aussage von Merz eine Lüge und fragte im Gegenzug, ob die CDU/CSU nach dem Mord „die richtigen Konsequenzen gegen rechts gezogen hat.“ Er bezog sich dabei auf das erstmalige gemeinsame Abstimmen der CDU/CSU mit der AfD im Bundestag, das Merz wenige Wochen vor der Wahl herbeigeführt hatte.
Lübckes Witwe Irmgard Braun-Lübcke zeigte sich „sehr befremdet“ über Merz’ Aussagen und verwies auf „ein starkes gesellschaftlich breites Bekenntnis zu unserer Demokratie und ihren Werten“ nach dem Mord. Tausende hätten „klar gegen Gewalt, Hass und Hetze sowie eindeutig für Demokratie, Freiheit und Menschlichkeit“ demonstriert: „Dies gab uns als Familie sehr viel Kraft und zeigte, wir sind nicht allein, du bist nicht allein, wir treten gemeinsam ein für den Bestand unserer Demokratie.“ Besonders die Politik sei jetzt „mehr denn je gefordert, die Menschen zusammenzuführen und gemeinsam für unsere Werte einzustehen, so wie es mein Mann getan hat.“